# Art indonésien
L'art indonésien se laisse difficilement définir, du fait de la diversité du pays. La nation de cet archipel se compose de 17 000 îles. Environ 922 sont habités en permanence par plus de 1 300 groupes ethniques, qui parlent plus de 700 langues vivantes.
L'Indonésie connaît aussi une longue histoire, chaque période laissant un art distinct. Les peintures rupestres préhistoriques et les statues ancestrales mégalithiques du Sulawesi central, les traditions tribales de sculpture sur bois des peuples Toraja et Asmat, l'art hindou-bouddhiste de la civilisation javanaise classique qui construisit les temples de Borobudur et Prambanan, les peintures et arts vivants balinais, les arts islamiques d'Aceh, et, enfin, l'art contemporain constituent les différents arts de l'Indonésie. La diversité et l'histoire indonésiennes ajoutent à la complexité de définir et d'identifier l'art indonésien.

## Art visuel

### Peinture

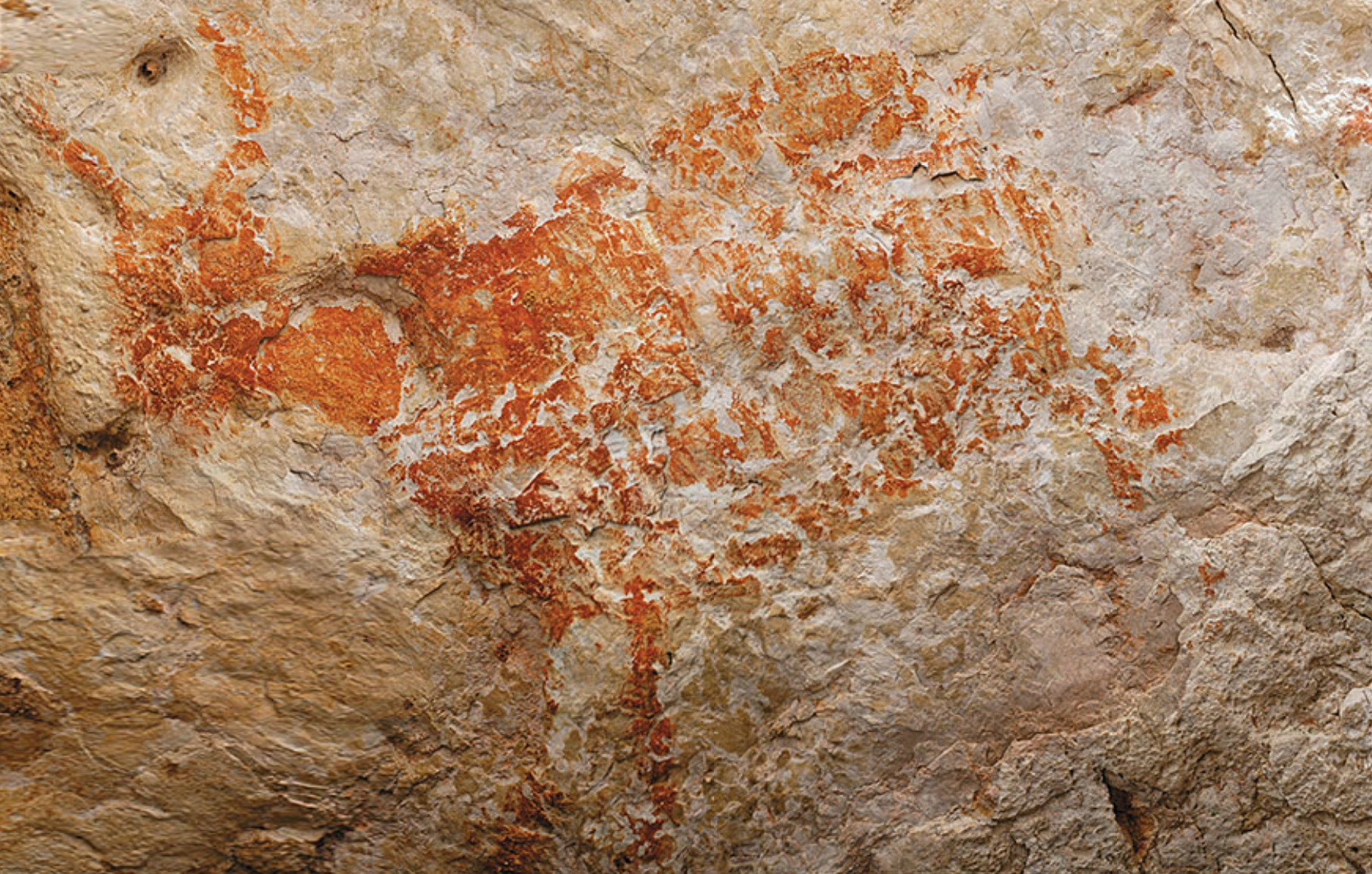
Dans la grotte Lubang Jeriji Sakeh, l'une des plus anciennes peintures figuratives connues au monde, une représentation d'un taureau, est datée de 40000 ans.

Des peintures rupestres préhistoriques furent découvertes dans plusieurs sites en Indonésie. Les plus notables sont dans des grottes en Sulawesi du Sud, dans la formation karstique de Sangkulirang-Mengkalihat à l'est de Kutai et de la régence de Berau dans l'est du Kalimantan. Les peintures rupestres ont sont datées d'environ 40 000 ans.

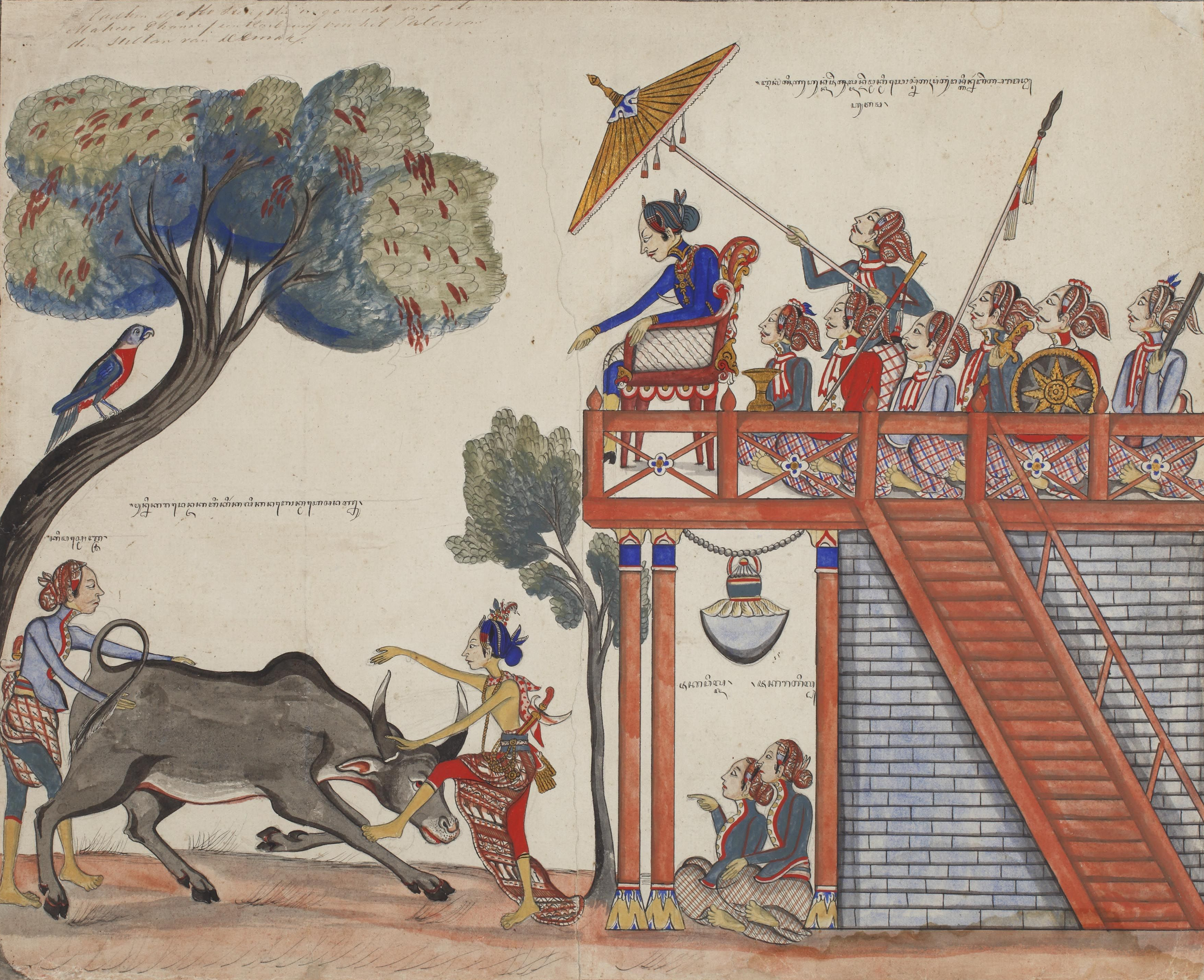
Peinture classique javanaise, Jaka Tingkir tuant un buffle sous la surveillance du Sultan de Demak (probablement Sultan Trenggana), artiste javanais anonyme

L'art de la peinture est développé à Bali. La tradition des peintures d'art balinais commence en tant que peinture narrative Kamasan ou Wayang, dérivé de l'art visuel de Java oriental découvert sur des bas-reliefs de candi de Java oriental. Les villages d'Ubud et de Butuan, à Bali, sont réputés pour leur peinture. Plusieurs artistes peintres s'installent à Bali. La peinture balinaise rencontre aussi le succès chez les touristes.
Les peintures indonésiennes modernes sont lancées par Raden Saleh, un peintre arabo-javanais du dix-neuvième siècle réputé pour son œuvre romantique et naturaliste pendant la période des Indes orientales néerlandaises en Indonésie. Un genre populaire développé pendant les Indes orientales néerlandaises coloniales s'appelle Mooi Indie (terme néerlandais signifiant « Belles Indes»), qui représente principalement des scènes romantiques des Indes coloniales.

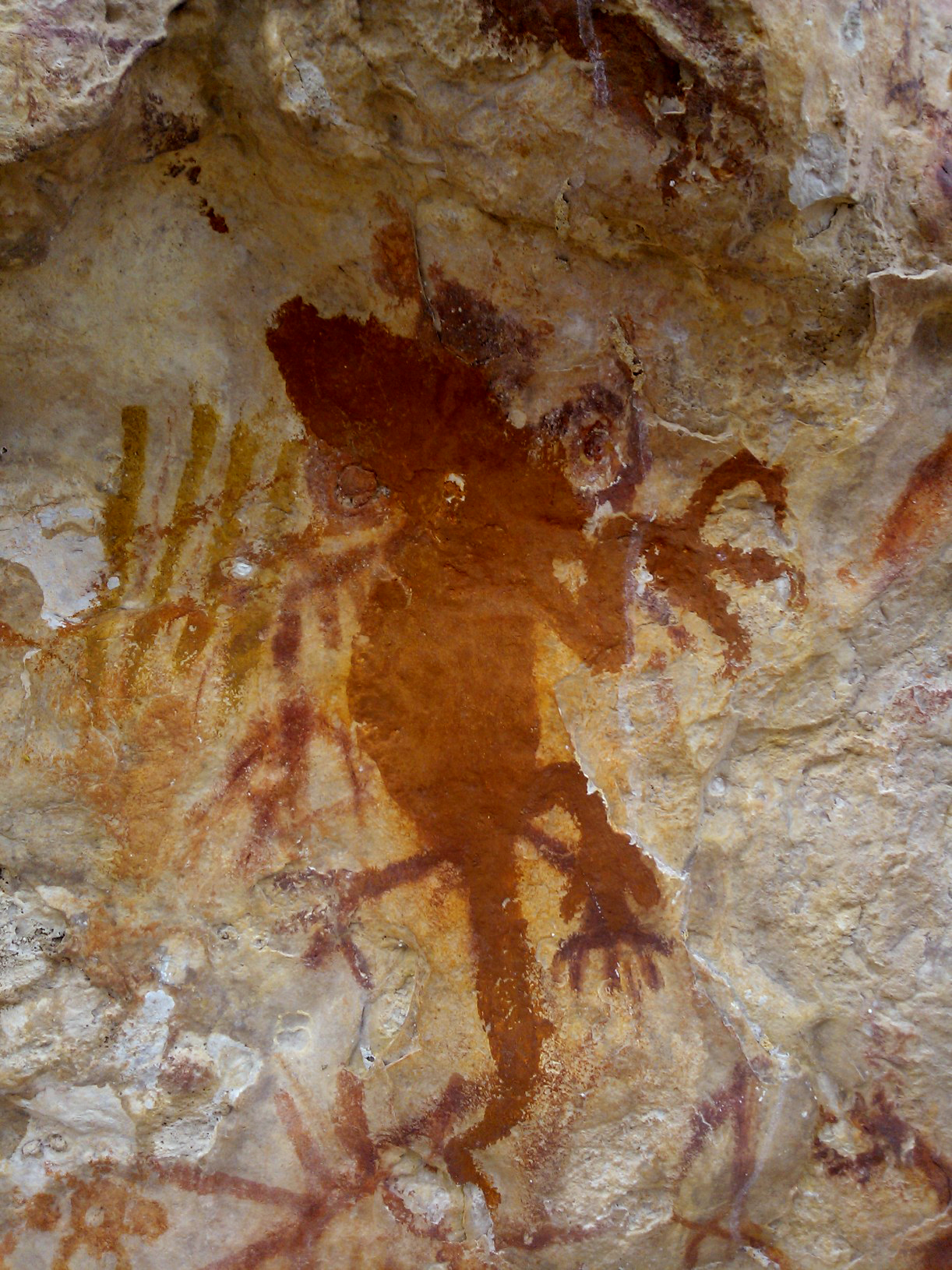
Peinture ancienne de lézard, l'une des plus anciennes peintures rupestres d'Indonésie
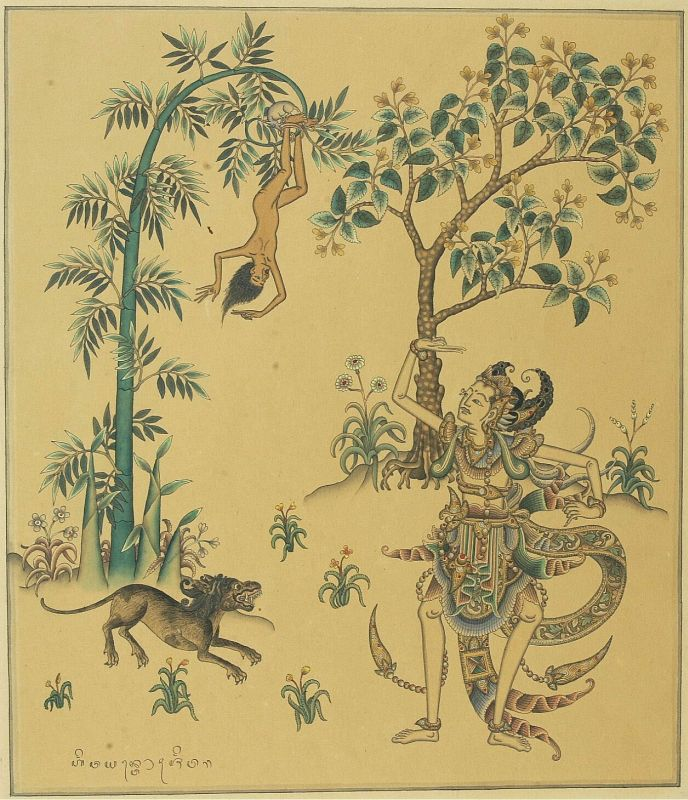
Peinture classique, illustrant l'histoire de Jaratku
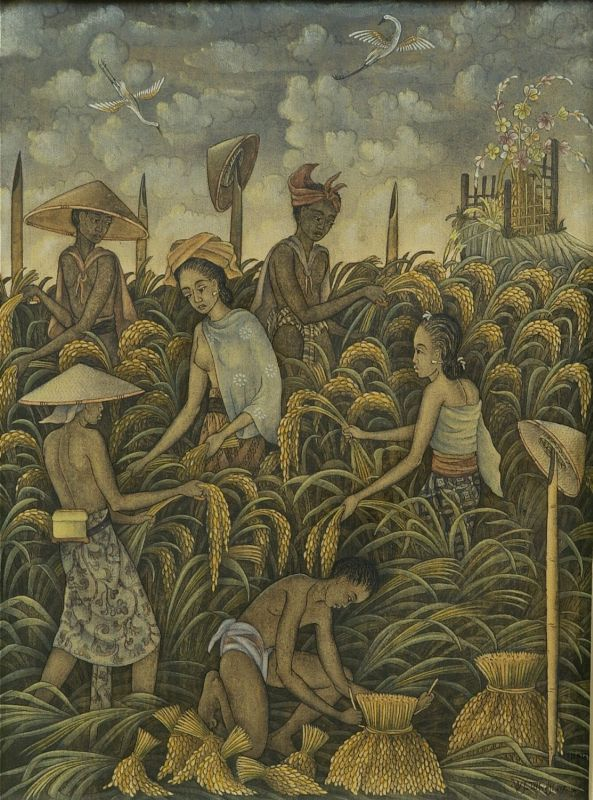
Femme indonésienne plantant du riz à Java, WJ Tohdjiwa
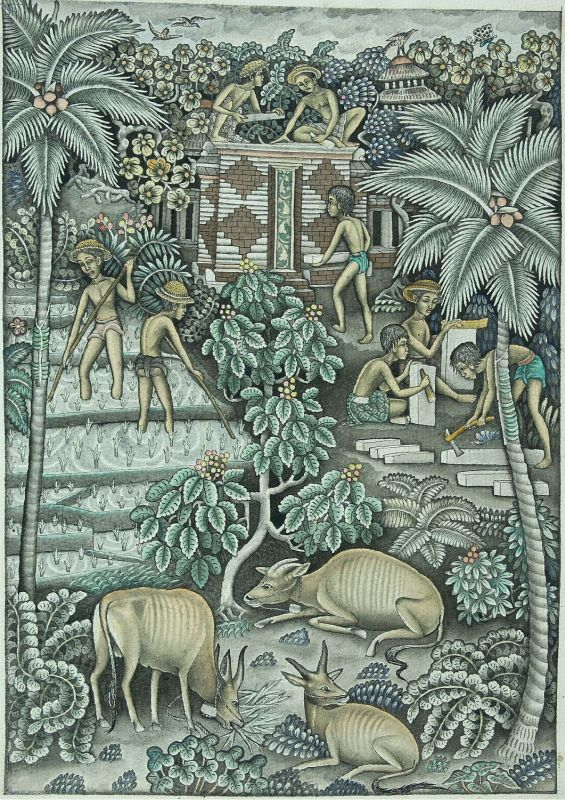
peinture de paysage de rizières et de buffles, I. Tomblos

### Sculpture

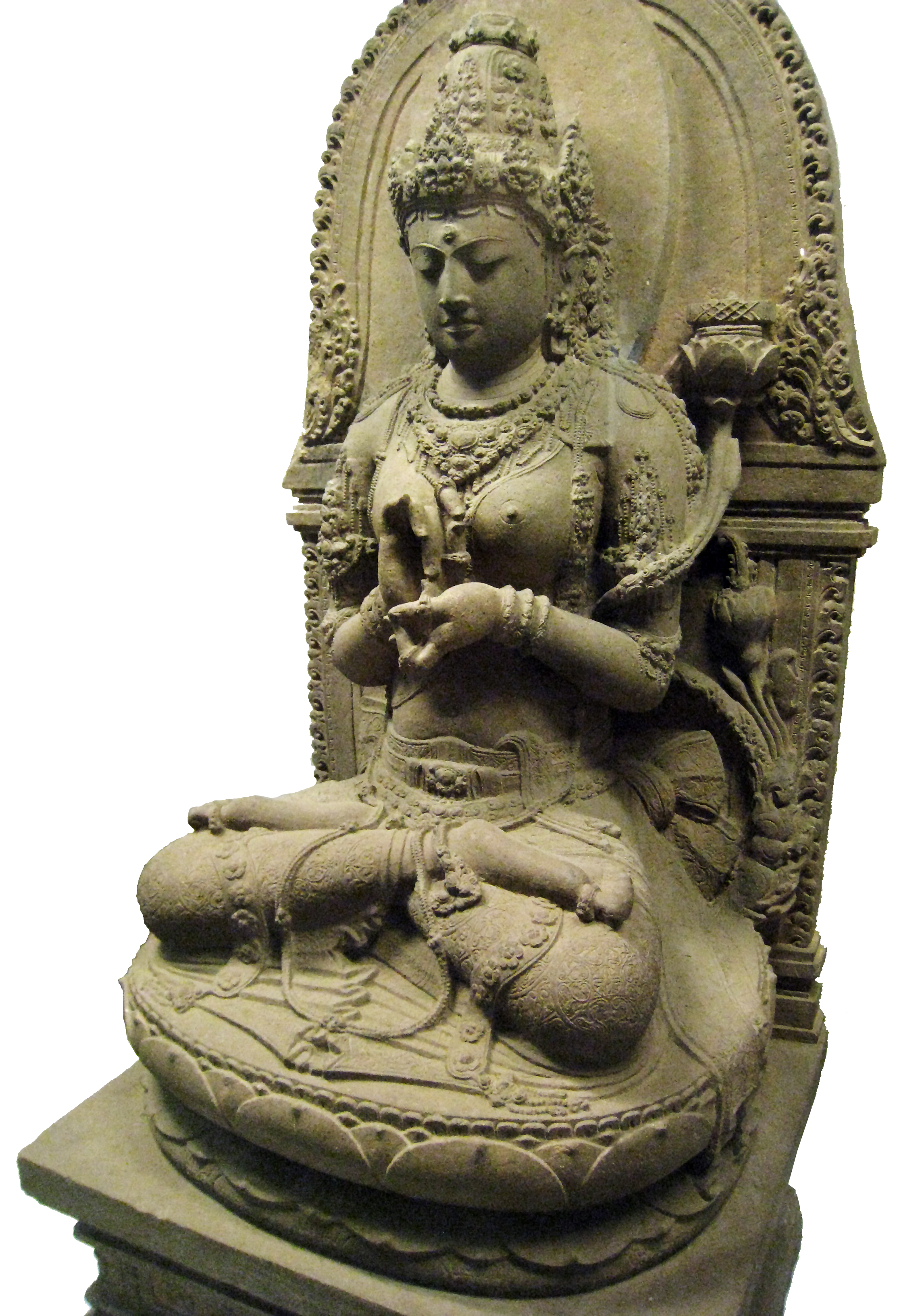
Statue de Prajnaparamita de Java

Des sculptures mégalithiques furent découvertes dans plusieurs sites en Indonésie. L'art tribal se développe au sein des cultures des Nias, Batak, Asmat, Dayak et Toraja. Bois et pierre sont des matériaux couramment utilisés comme supports de sculpture parmi ces tribus.
Entre le huitième et le quinzième siècle, la civilisation javanaise développe un art et une architecture de sculpture sur pierre, influencés par la civilisation hindou-bouddhiste dharmique. L'exemple célèbre est celui des temples de Borobudur et de Prambanan. Sous la dynastie Shailendra, à Medang Mataram plusieurs temples comptent des divinités hindoues et bouddhistes. Par exemple, l'image de Bouddha de Borobudur avec son expression sereine, Vairocana accompagné de Padmapani et Vajrapani dans le temple de Mendut, le panthéon hindou de Shiva Mahadewa, Brahma, Vishnou, Ganesha, Durga, Agastya et Nandi dans l'enceinte du temple de Prambanan. La Prajnaparamita de Java est un chef-d'œuvre de l'art classique hindou-bouddhiste javanais, créé au XIIIe siècle à Singhasari, dans l'est de Java.
L'art de la sculpture sur bois est développé en Indonésie. Outre les sculptures sur bois d'art tribal d'Asmat, Dayak, Nias et Toraja, la région est réputée pour cette raison, notamment Jepara dans le centre de Java et Bali. Le village de Mas près d'Ubud à Bali est réputé pour son art de la sculpture sur bois. La sculpture sur bois balinaise est, au vingt-et-unième siècle, un marché touristique soutenu à Bali.

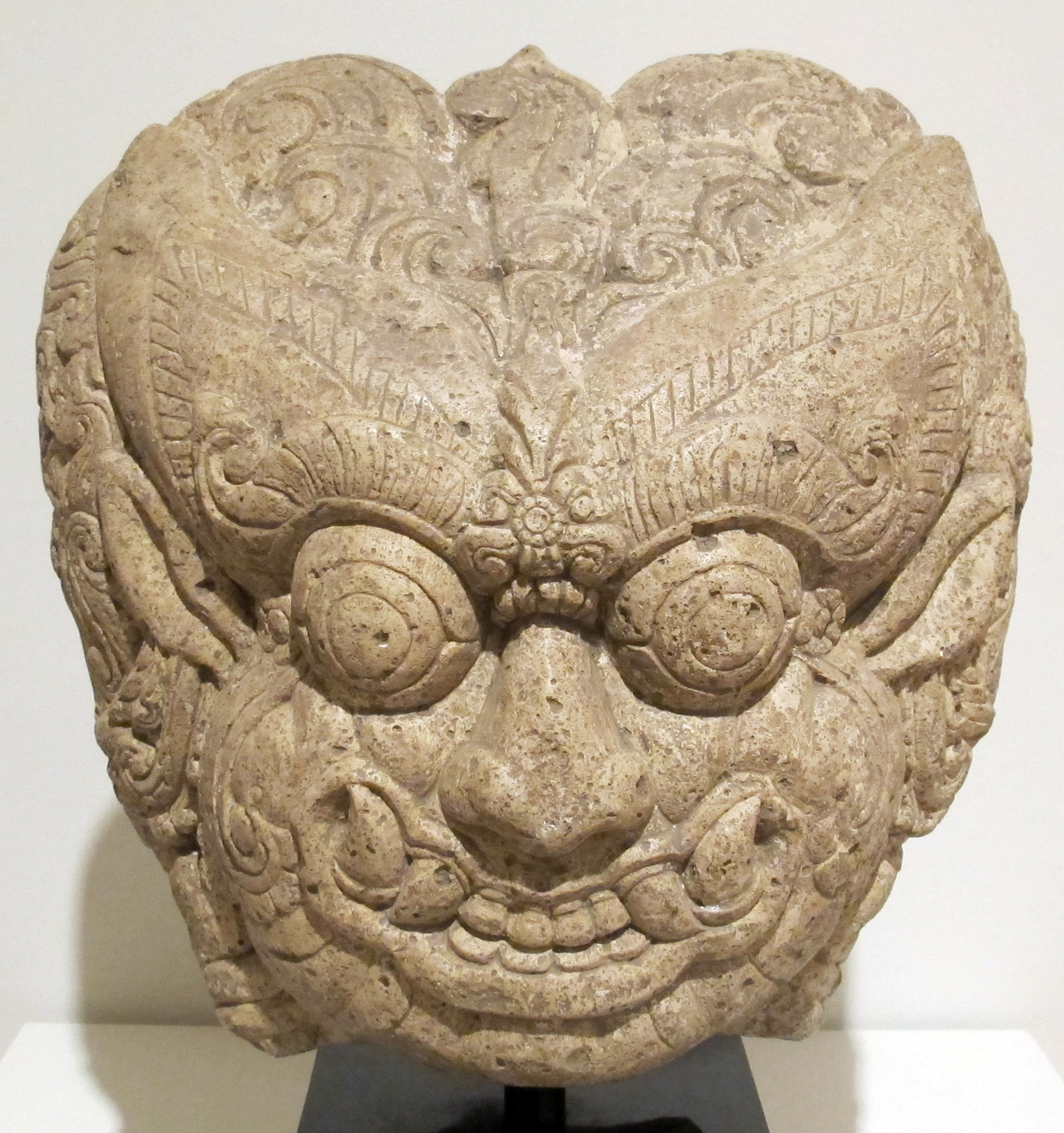
Fragment architectural avec une tête de démon ; 13e – 14e siècle ; Musée d'art de Philadelphie (États-Unis)
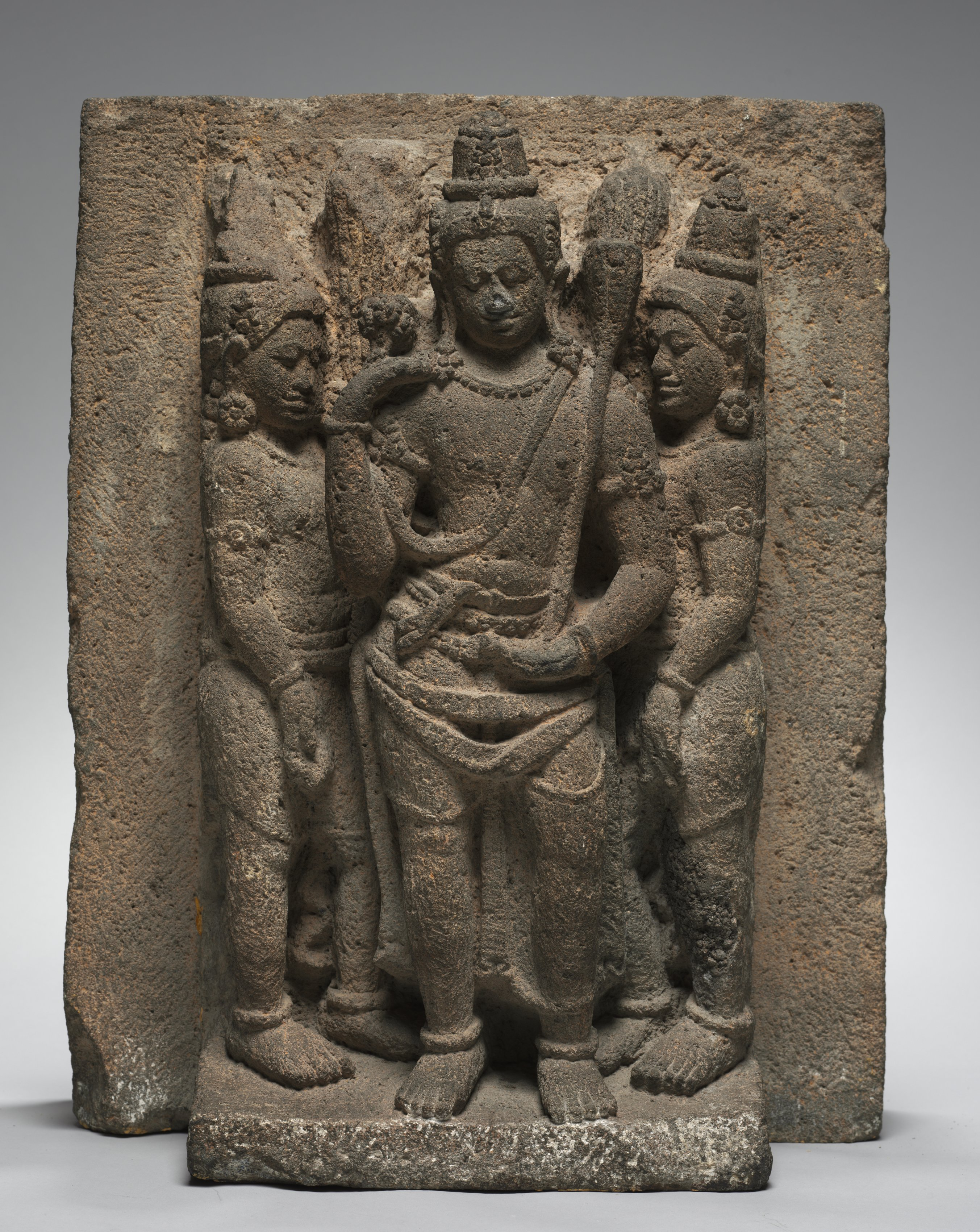
statue de Roro Jonggrang ; 10e siècle de Java, Indonésie ; Art indien et sud-est asiatique.
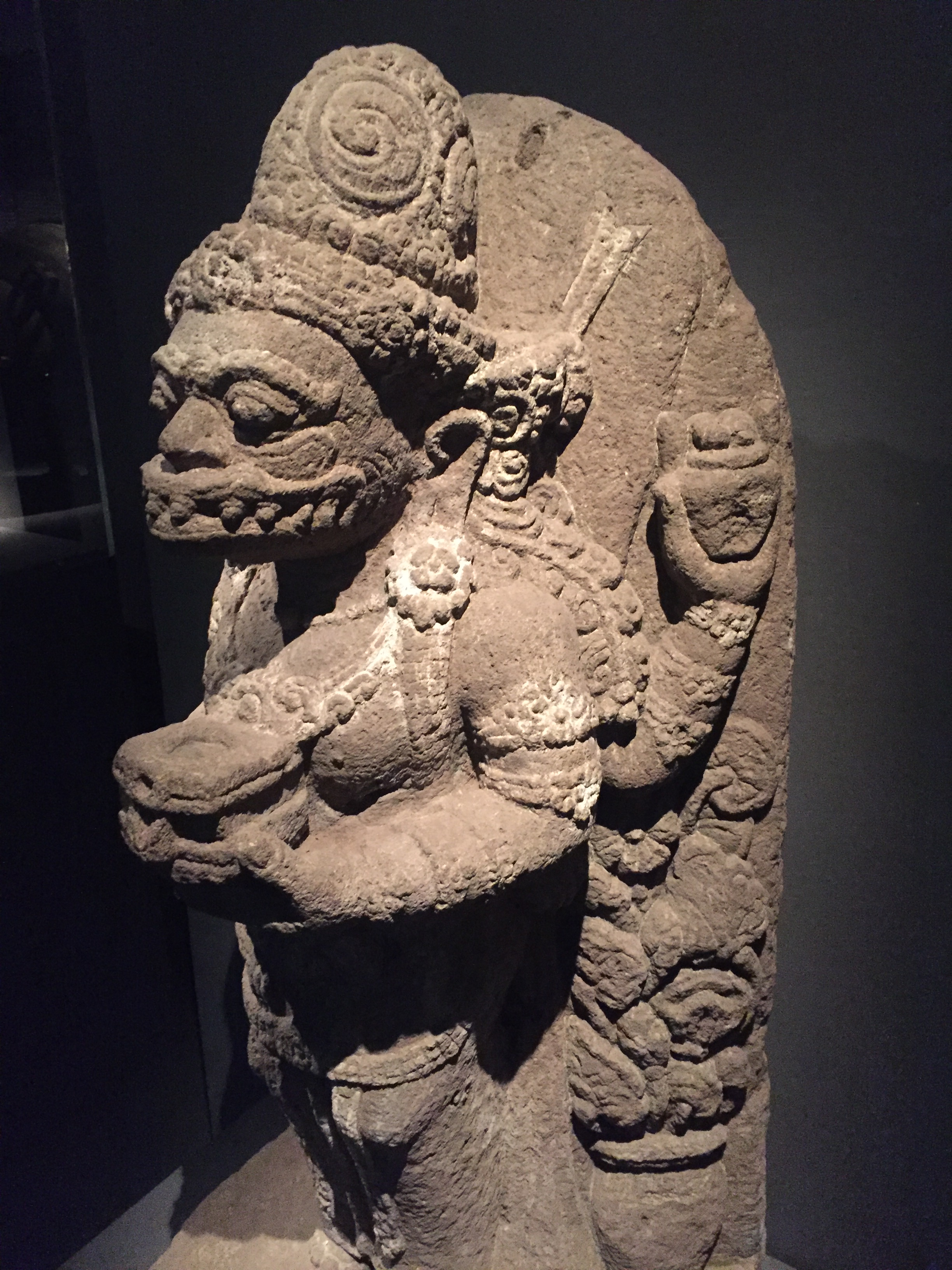
Une statue Majapahit de Hanumān avec une andésite yoni ; 14e siècle de Java, Indonésie ; collection privée américaine.
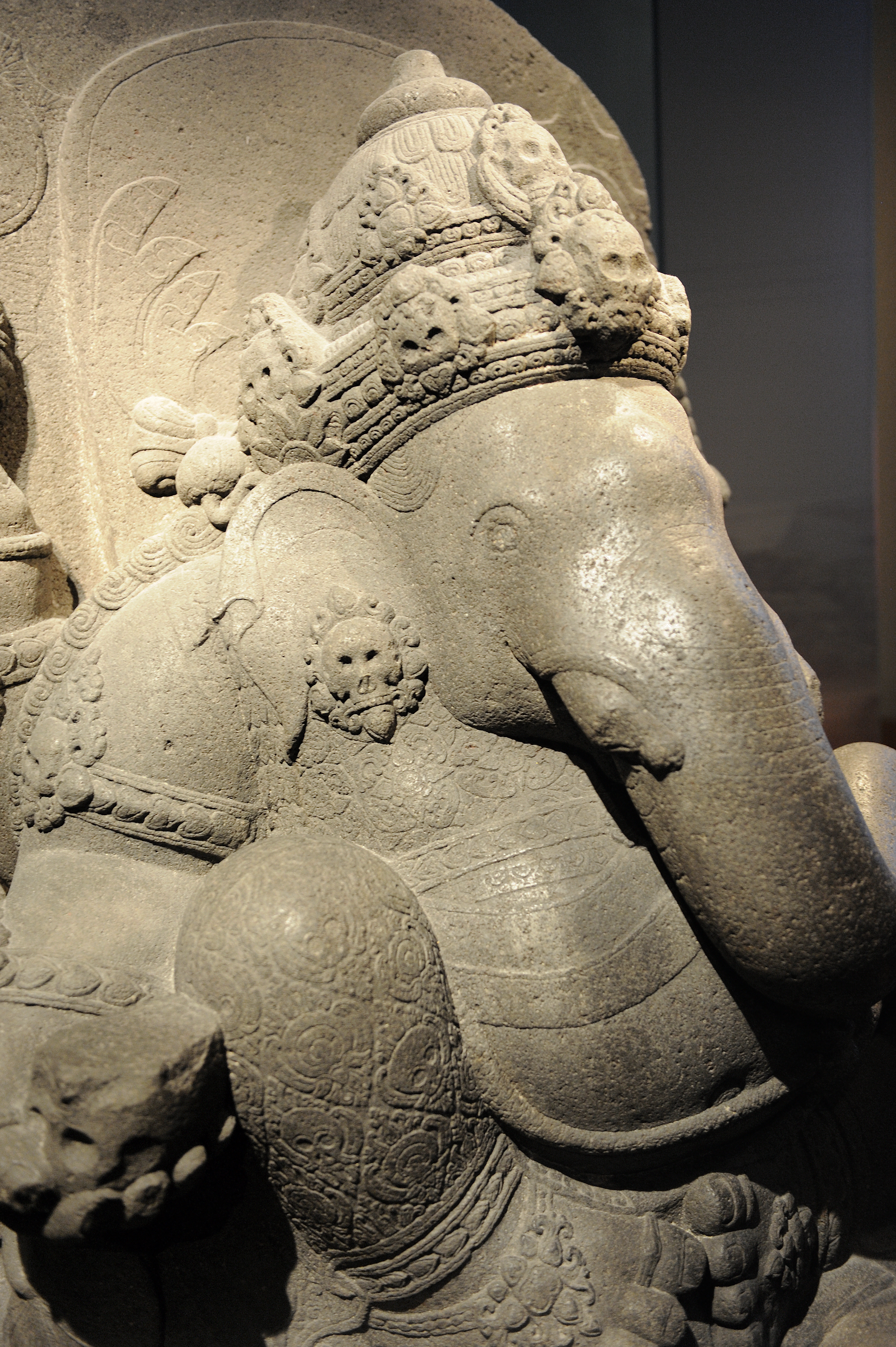
Statue de Ganesha, une divinité hindoue ; 1275-1300 ; Musée d'ethnologie, Leyde
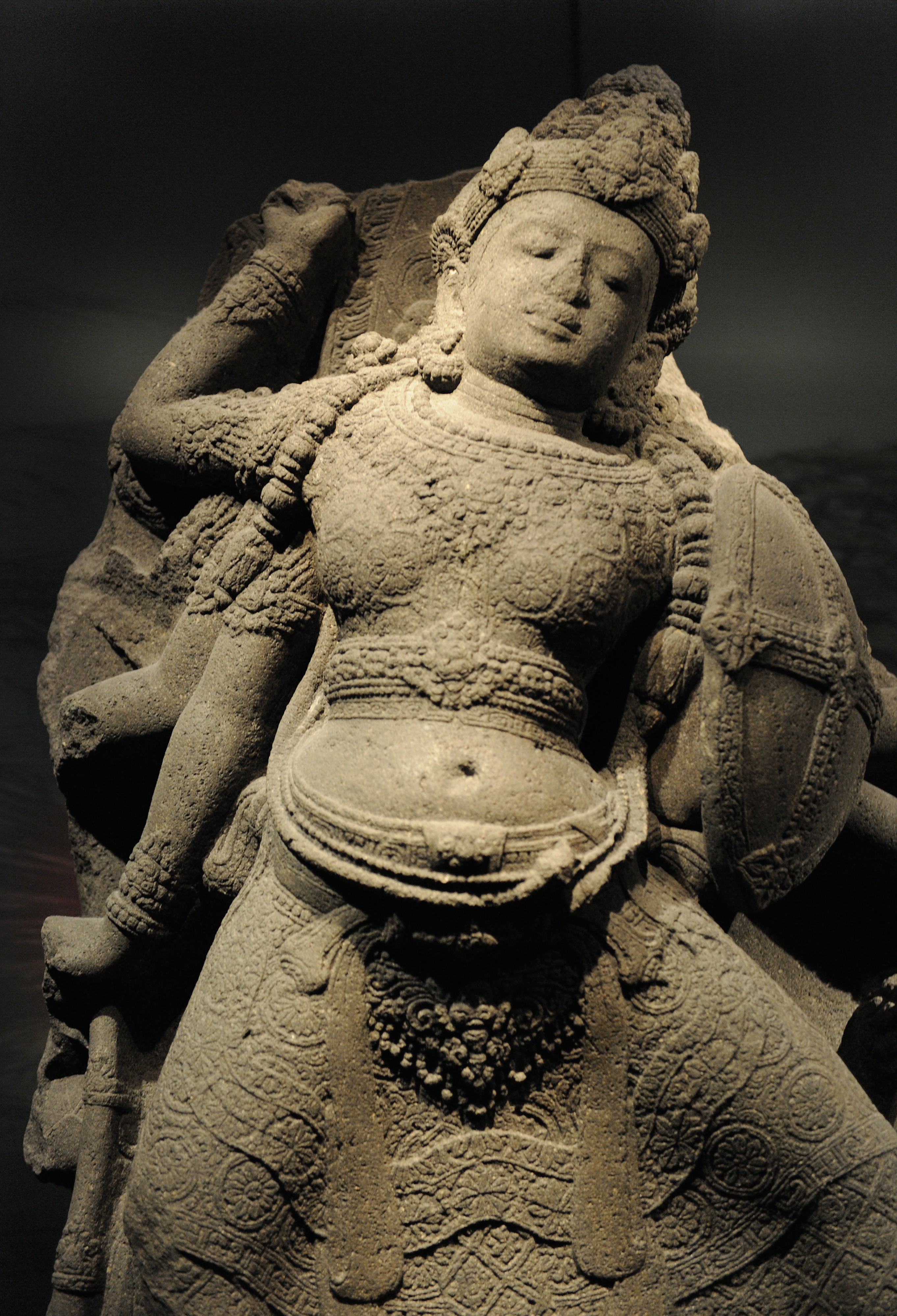
Statue de Durga Mahishasuramardini ; 1275-1300 ; Musée d'ethnologie, Leyde.
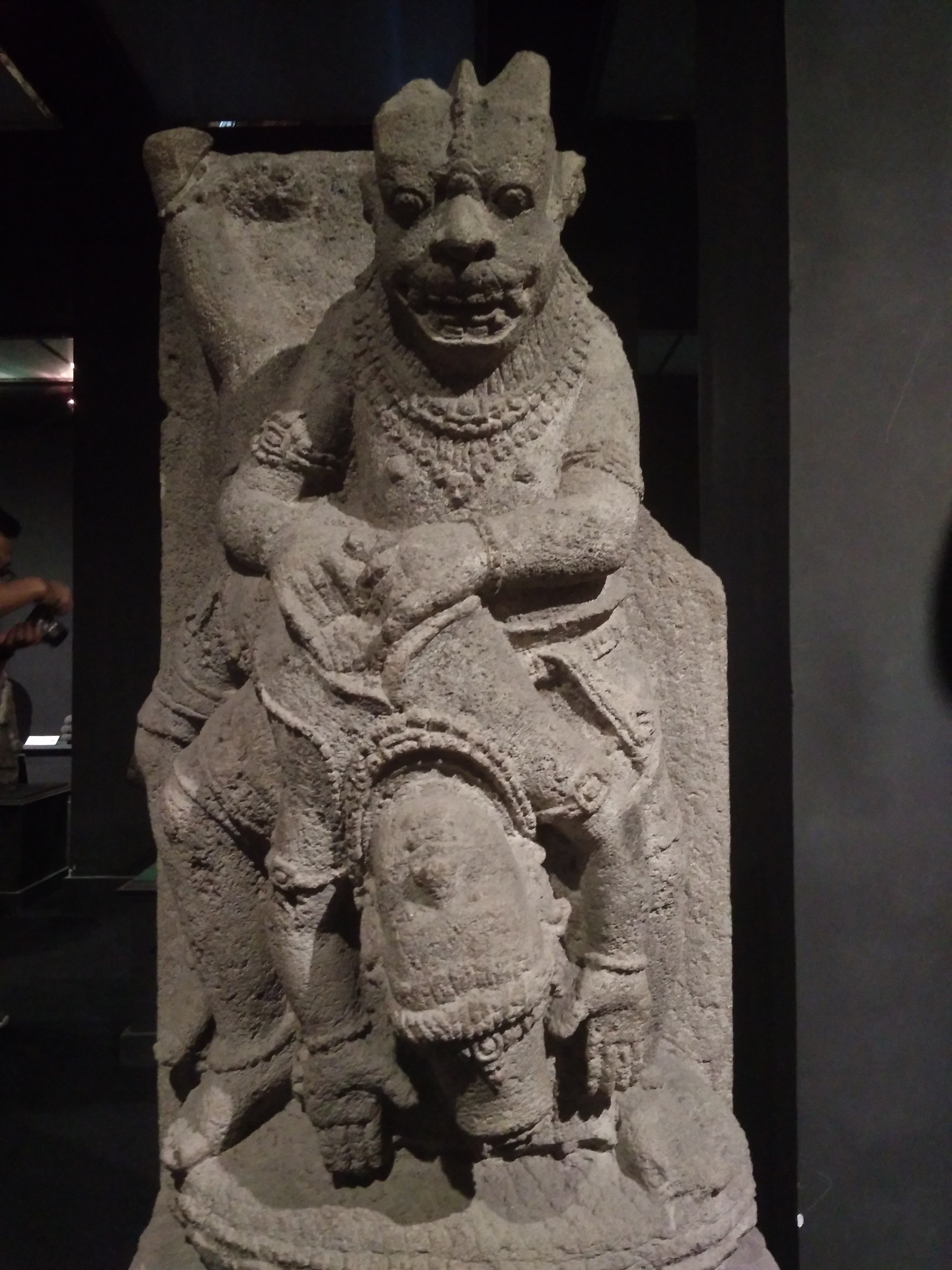
statue de Narasimha ; 12e siècle de Java, Indonésie ; Institut pour la préservation du patrimoine culturel.

### Cinéma
Le premier film indonésien est Loetoeng Kasaroeng (1926), adaptation d'une légende. L'industrie cinématographique indonésienne atteint son apogée dans les années 1980, avant de subir une baisse dans les années 1990. Dans les années 2000, le cinéma indonésien est relancé et dans les années 2010, il devient une industrie en pleine croissance ; en 2005, la production cinématographique indonésienne est de 33 films par an et en 2014, elle passe à 99. Le genre de films de combat silat connaît une popularité hors de l'Indonésie, surtout après le succès de la série the Raid.

## Art fonctionnel
L'art fonctionnel fait référence à des objets dont la fin est pratique. Cependant, leur décoration répond à un objectif esthétique. Textiles et tissages en représentent des exemples, ainsi que des objets en osier fabriqués à partir de fibres végétales; et des outils et des récipients, tels que le tissage du bambou et du rotin. L'habitation traditionnelle (rumah adat) peut aussi être citée.

### Osier

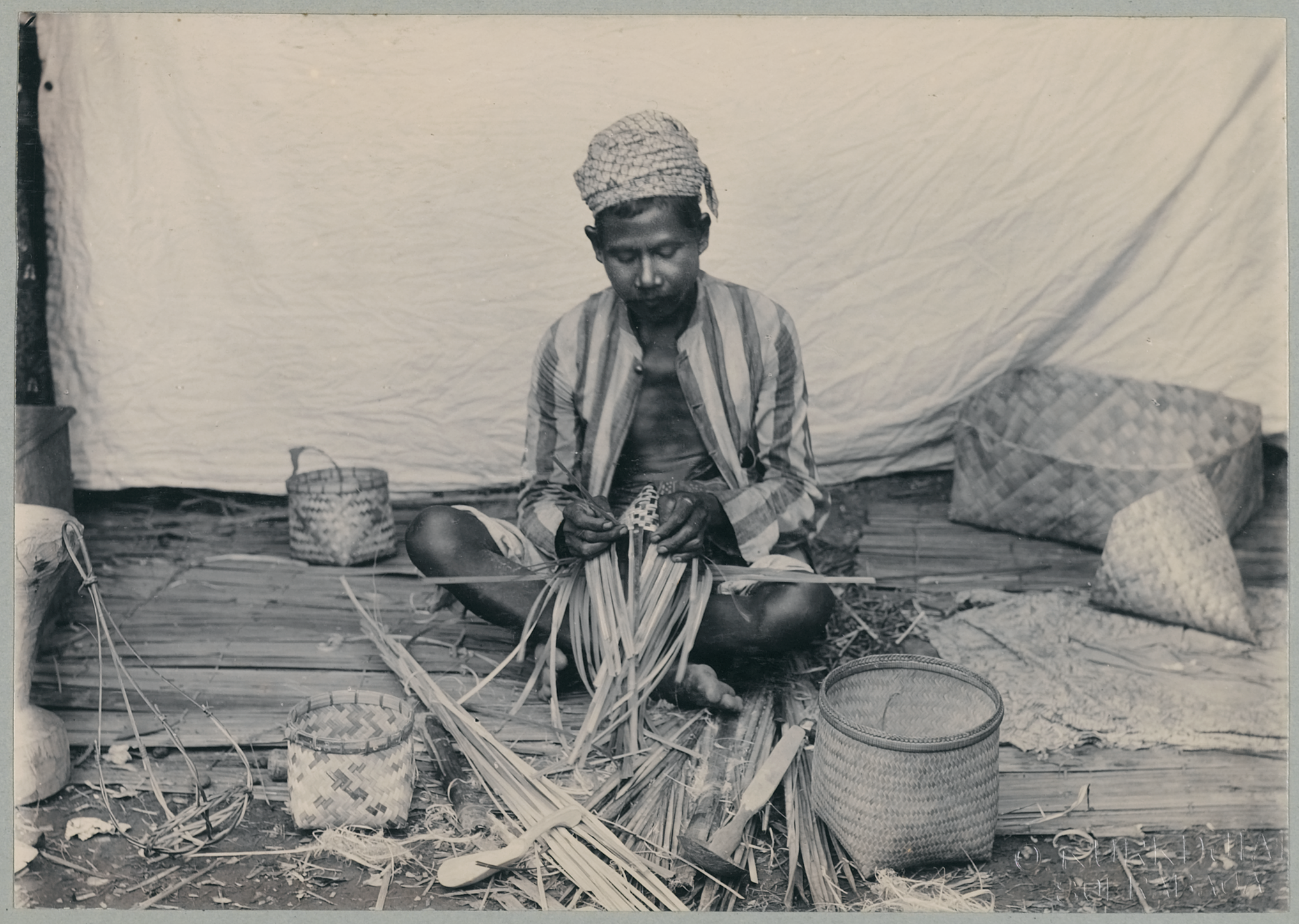
Tissage de bambou, Surabaya c.1906

Le besoin d'objets fonctionnels conduisit à leur création, en utilisant l'osier. Matériaux en bois, coque de noix de coco et fibres végétales; tels que le roseau, le bambou et le rotin furent longtemps utilisés dans les tissages traditionnels de la société indonésienne pour créer des outils ou des récipients. Par exemple, le sac noken tissé créé par les Papous indigènes, les récipients et ustensiles de cuisine en bambou tissé de Sundanais, et les chapeaux en osier tissé Dayak et Torajan sont des objets fonctionnels.
L'Indonésie est le principal producteur mondial de rotin. Son industrie et son art sont ainsi développés. L'Indonésie est également l'un des principaux exportateurs de produits d'ameublement en rotin.

### Textile

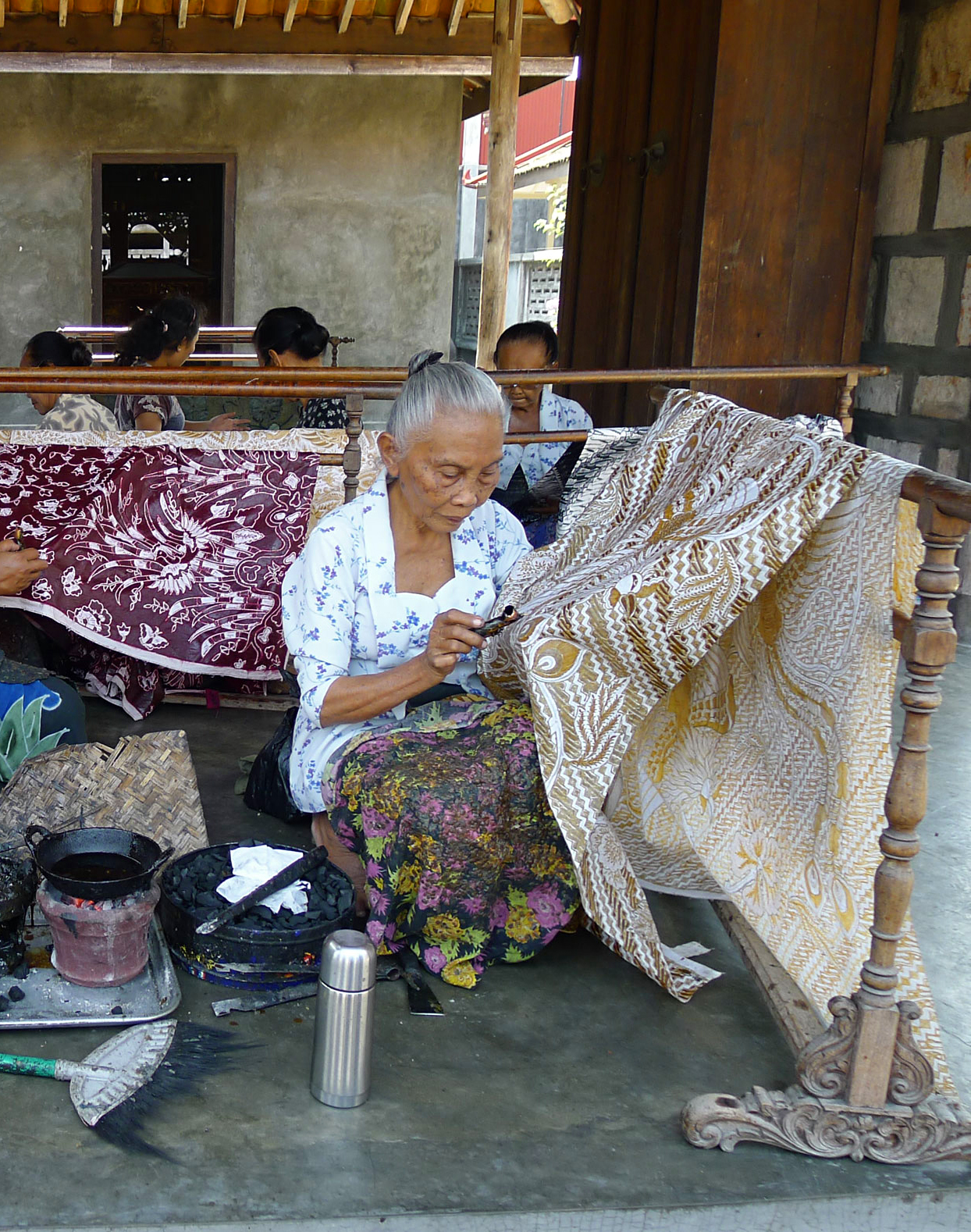
Travail de fabrication de batik à Java

Les textiles de l'Indonésie sont divers : le tissu d'écorce de l'Indonésie orientale et les tissus tenun finement de Sumba en constituent des exemples, ainsi que le batik de Java, le songket et l'ikat développés dans de plusieurs parties de l'archipel.
Le batik, art de la teinture à la cire qui crée des motifs complexes, devient un art national. Le costume traditionnel est alors le même pour plusieurs groupes ethniques. Différents modèles et motifs sont développés, particulièrement à Java, dont la signification est symbolique. Des vêtements et des chemises en batik peuvent être portés à l'occasion de cérémonie ou comme uniforme. En octobre 2009, l'UNESCO inclut la batik indonésien dans la liste du patrimoine oral et immatériel de l'humanité.

### Armes

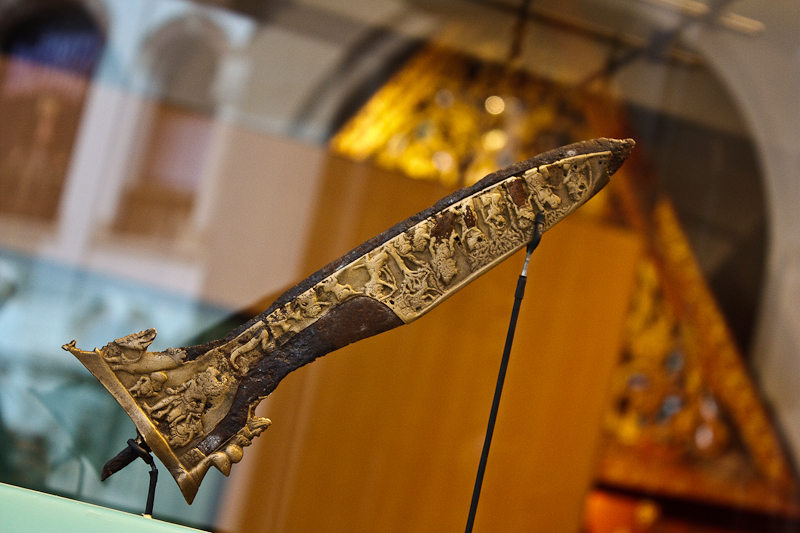
Le Kriss de Knaud (1342) datant de l'époque Majapahit.

Le kriss est un poignard asymétrique indonésien ayant un motif de lame distinctif obtenu grâce à des stratifications alternées de fer et de fer nickel (pamor). Le kriss est célèbre pour sa lame ondulée distinctive, bien que plusieurs aient des lames droites. Traditionnellement porté comme symbole de statut et utilisé par les guerriers lorsqu'ils perdaient leur arme principale au combat, c'est, actuellement, l'arme principale de nombreux styles d'arts martiaux en Indonésie. Le kriss est un symbole de pouvoir et de fierté ethnique dans plusieurs communautés de l'archipel indonésien. À la fois arme et objet spirituel, les kriss sont souvent considérés comme doter d'une essence et peuvent être de bon au de mauvais augure. Les Kris, comme des talismans dotés de pouvoirs magiques, servent d'héritage sanctifié (pusaka), d'équipement auxiliaire pour les soldats de la cour, d'accessoire pour la tenue de cérémonie, d' indicateur de statut social, de symbole d'héroïsme. Les kriss légendaires qui possèdent un pouvoir surnaturel et une capacité extraordinaire sont mentionnés dans des contes traditionnels.
Le parang et le kerambit sont d'autres armes d'Indonésie.

### Poterie

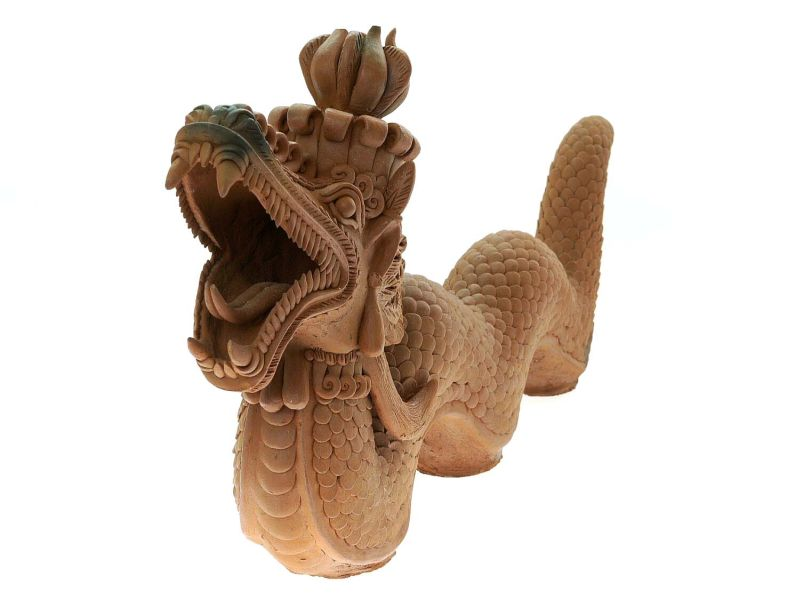
Naga javanais (dragon), art de la terre cuite Kasongan, Yogyakarta

La poterie se développe en Indonésie dès 400 avant notre ère dans la culture Buni sur la côte ouest de Java, qui produisait une poterie dotée de décorations géométriques incisées. Il s'agissait des premières marchandises indiennes à roulettes connues en Asie du Sud-Est. Des poteries en argile ont ensuite été développées (certaines sont trouvées à Anyer à Cirebon). Des artefacts tels que des récipients pour aliments et boissons, datés de 400 BC à AD 100 sont découverts, principalement comme offrandes funéraires.
Du treizième au quinzième siècle, environ, le royaume de Majapahit développe son art de la terre cuite. Plusieurs objets en argile et en terre cuite sont découverts, notamment à Trowulan, l'ancienne capitale royale de Majapahit. Sont représentées des figurines, des têtes, dont une tête masculine (peut-être Gajah Mada) des figures animales. Furent aussi trouvés une tirelire Majapahit, divers récipients, des récipients à eau kendi avec un bec en forme de sein particulier, des bas-reliefs, un sol et tuiles, tuyaux et ornements architecturaux. Jusqu'à présent, aucun four n'a été trouvé, ce qui permet de déduire que la plupart des objets sont peu cuits.
L'art de la terre cuite de Majapahit put être influencé par celui de Kasongan, trouvé dans la régence de Bantul, près de Yogyakarta et celui de Bali. La terre cuite de Kasongan est réputée pour ses faïences, vases et jarres, ustensiles de cuisine en terre, ensemble théière et tasses, figurines humaines et animales (par exemple, chevaux et éléphants) ainsi qu'une tirelire. Un art similaire de la terre cuite se développe aussi dans la région de Plered, près de Purwakarta dans l'ouest de Java.

### Architecture

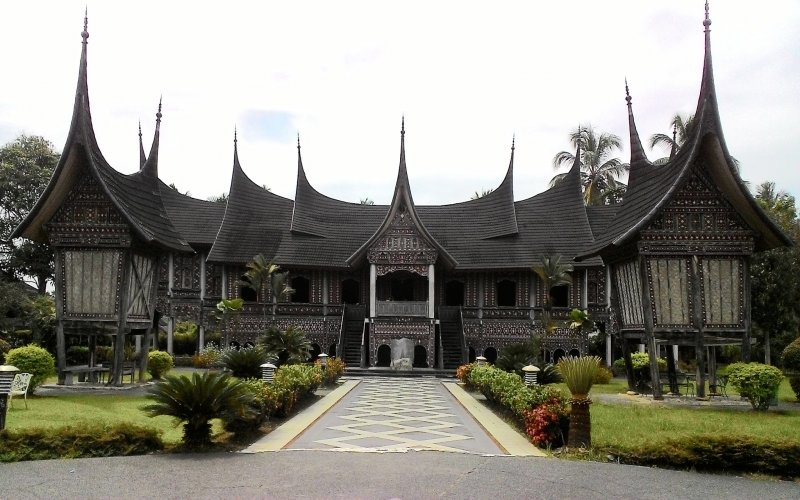
Rumah gadang, une maison vernaculaire Minangkabau avec un toit en forme de corne incurvée

L'architecture vernaculaire de l'Indonésie est diversifiée et développée selon les traditions culturelles. Ils vont de la structure de roseaux de Papous indigènes, à la structure en bois sur pilotis avec un toit proéminent de Tongkonan et de Rumah Gadang, au palais sculpté de Java et au temple composé de Bali.

## Arts du spectacle

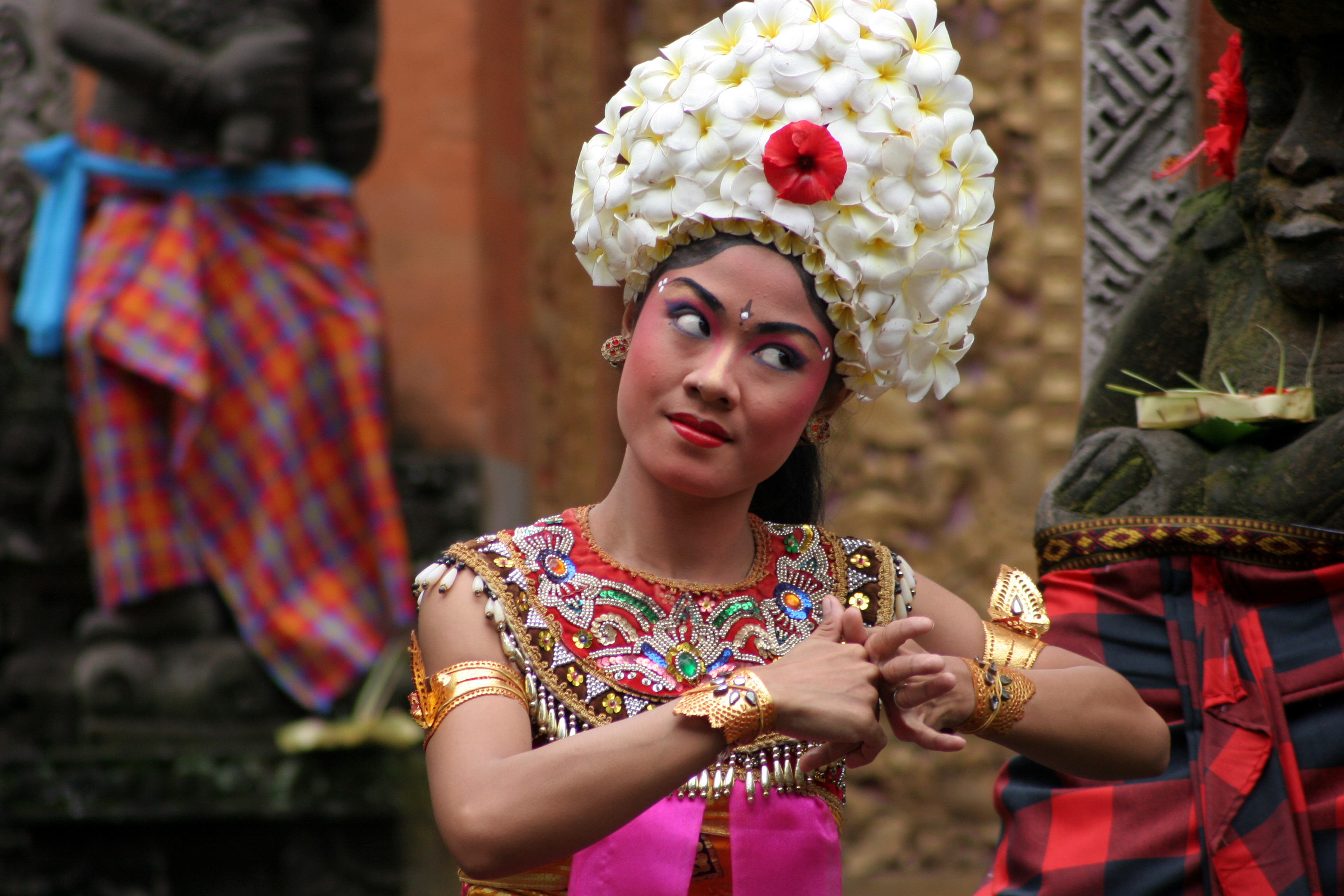
Diverses traditions de danse, existent en Indonésie, les danses balinaises incluent des mouvements du corps, des mains et des yeux.

Les fonctions des arts du spectacle en Indonésie sont à la fois rituelles et divertissantes. Ces arts comptent les danses rituelles, des danses dramatiques qui racontent les anciennes épopées, légendes et histoires, ainsi que le wayang, spectacle traditionnel de marionnettes d'ombres.

### Danse
Les danses indonésiennes sont très diverses, dans la mesure où chaque groupe ethnique a ses propres danses : il en existe environ trois mille. Les anciennes traditions de la danse et du théâtre sont préservées dans les écoles de danse, dans les cours ou à l'extérieur, publiques ou privées.
Il existe plusieurs classifications. Par l'aspect historique, elle peut être divisée en trois époques ; l'ère préhistorique-tribale, l'ère hindou-bouddhiste et l'ère de l'Islam. Selon ses mécènes, il peut être divisé en deux genres ; danse de cour et danse folklorique. Par sa tradition, les danses indonésiennes peuvent être divisées en deux types ; danse traditionnelle et danse contemporaine. Parmi les danses indonésiennes notables se trouvent saman ; pendet balinais , legong, barong et kecak ; Jaipongan sundanais aussi kuda javanais, ronggeng et reog.

### Théâtre
L'art du spectacle indonésien mêle souvent le théâtre à la danse et à la musique traditionnelle.

### Wayang

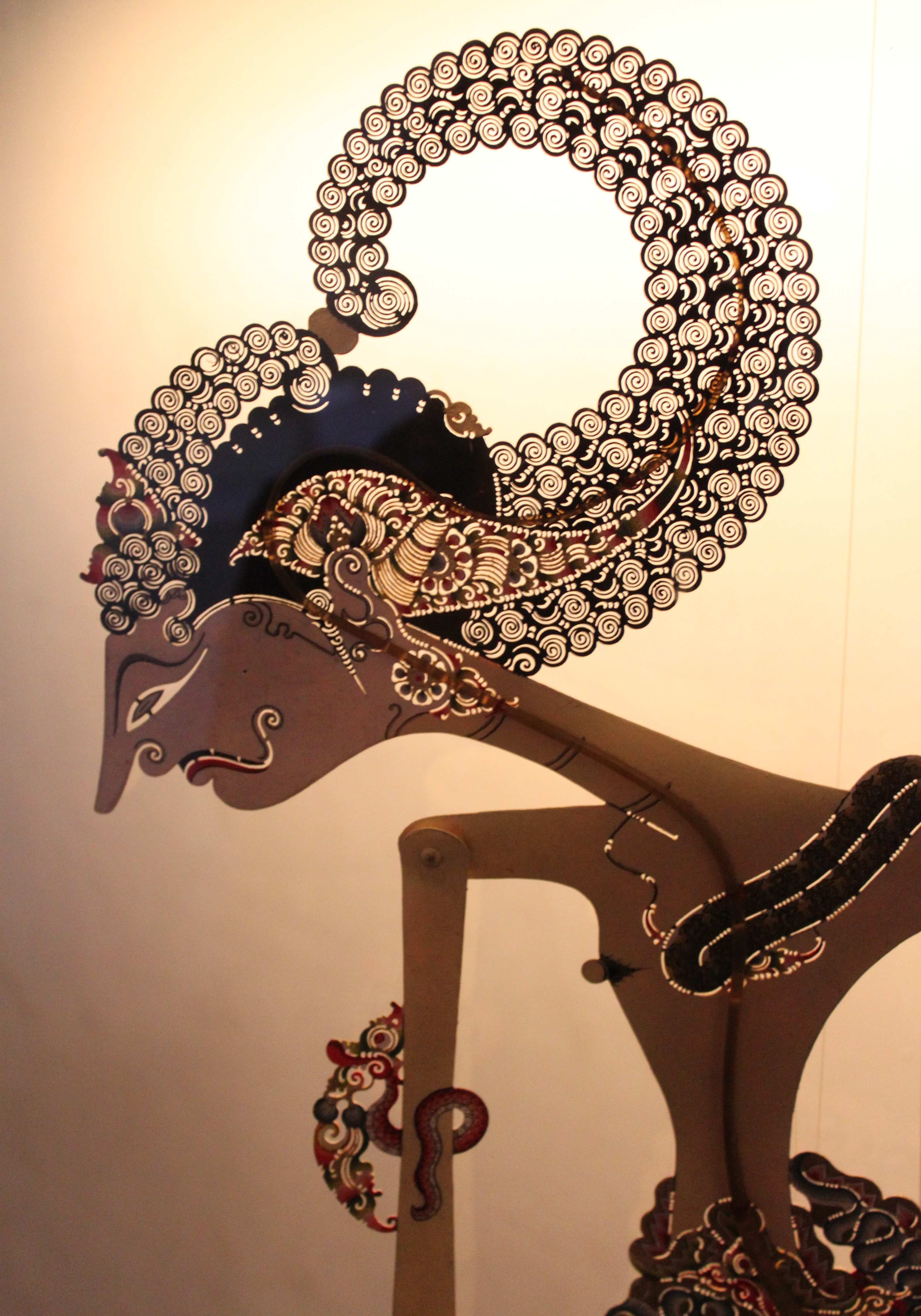
Marionnette indonésienne javanaise wayang kulit.

Le terme Wayang désigne une représentation théâtrale avec des marionnettes ou des danseurs humains. Lorsque le terme est utilisé pour désigner des types de théâtre de marionnettes, la marionnette elle-même est parfois appelée wayang. Les représentations de théâtre d'ombres sont connues sous le nom de wayang kulit, sont accompagnées par un orchestre de gamelan à Java, et par un gender wayang à Bali. Il se développe à Java et à Bali. Le 7 novembre 2003, l'UNESCO désigne le wayang kulit indonésien comme chef-d'œuvre du patrimoine oral et immatériel de l'humanité.

## Musique
Le gamelan est un orchestre javanais et balinais principalement constitué de métallophones. L'Indonésie compte d'autres genres, tels l' angklung sundanais et le kacapi suling, le Minahasan kolintang, le Minangkabau talempong, le tambour tifa papou, jusqu'à East Nusa Tenggara sasando, ainsi que le dangdut, le campursari, le tembang sunda, le gambus, et le rock et la pop indonésiens.

## Arts martiaux

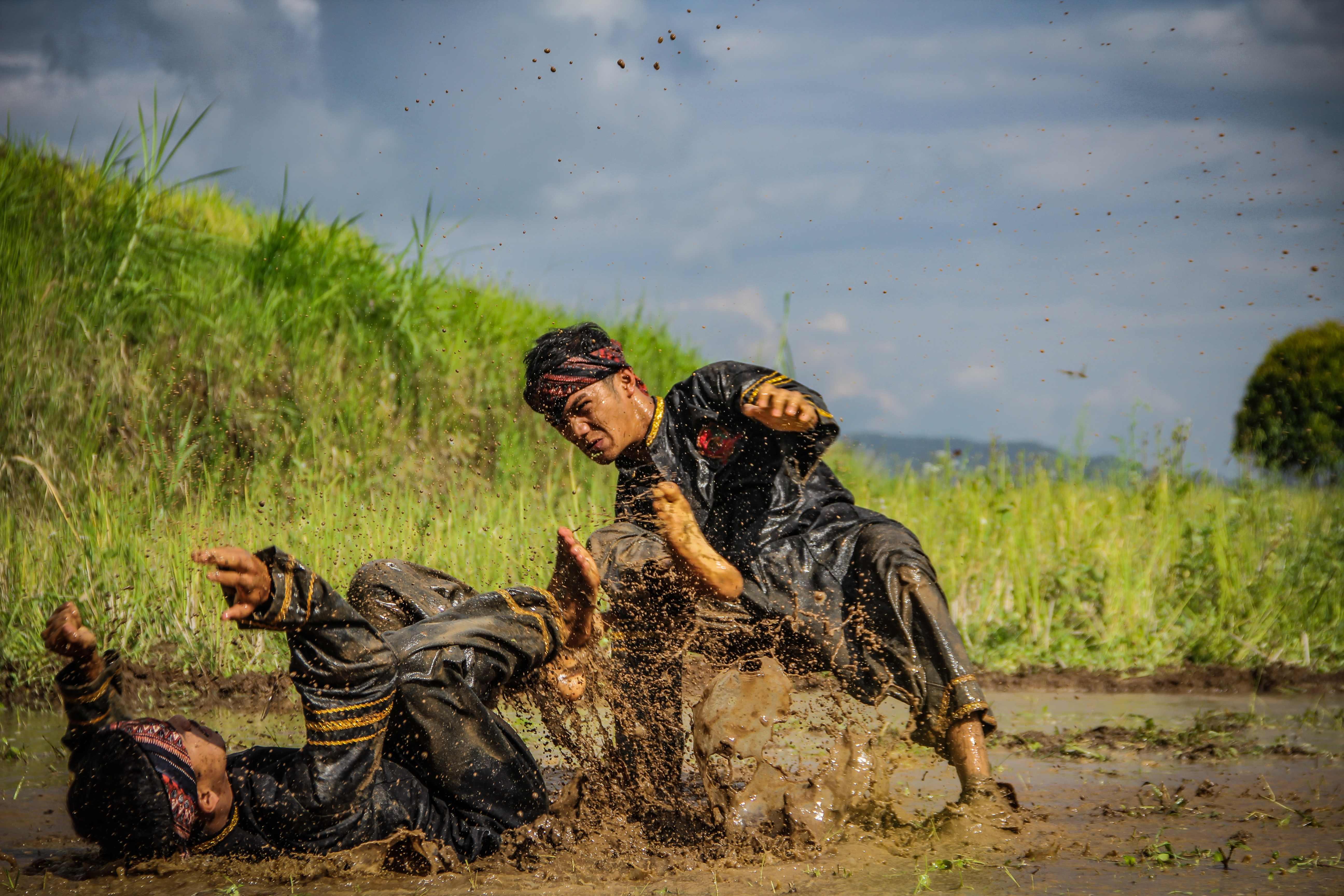
Un duel de pencak silat

Les arts matiaux indonésiens, outre l'entraînement physique, incluent souvent des aspects spirituels pour cultiver la force et la paix intérieures et des fins psychologiques supérieures. Les arts martiaux indonésiens sont synonymes de pencak silat. Néanmoins, un certain nombre d'arts de combat en Indonésie ne sont pas inclus dans la catégorie du silat. Les styles et les mouvements du pencak silat sont aussi divers, comme l'est l'archipel indonésien. Les différentes disciplines peuvent se concentrer sur les coups (pukulan), les coups de pied (tendangan), les serrures (kuncian), les armes (senjata), ou même sur le développement spirituel plutôt que sur les techniques de combat physiques. Beaucoup d'indigènes indonésiens développent des arts martiaux singuliers.

## Art culinaire

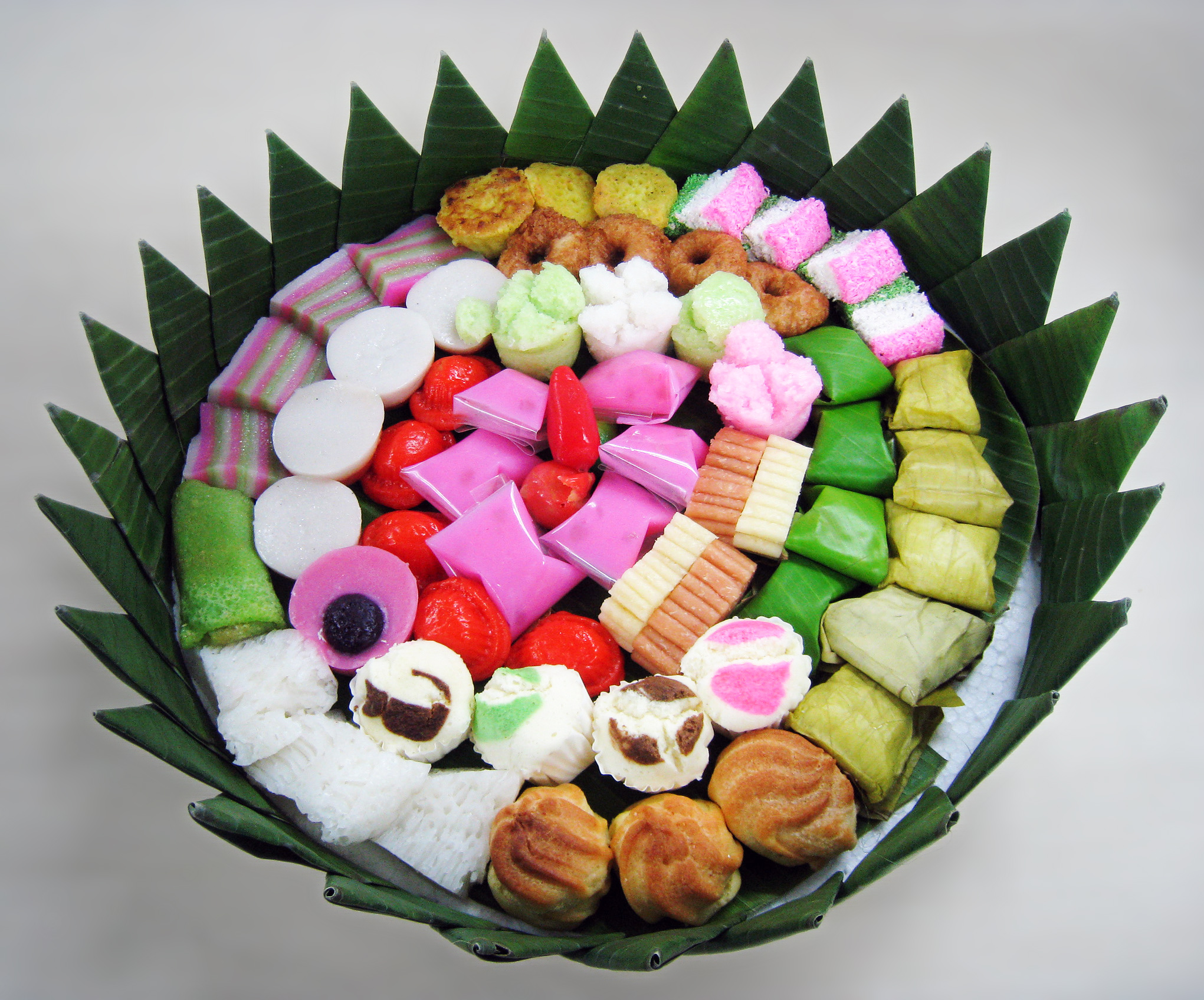
Présentation colorée de collations kue indonésiennes.

La cuisine indonésienne est souvent décrite comme pleine de saveurs intenses. Elle varie selon les régions et a plusieurs influences La cuisine du Sumatra a souvent des influences du Moyen-Orient et de l'Inde, avec de la viande au curry et des légumes tels que le gulai et le kari, tandis que la cuisine javanaise est principalement indigène, avec un soupçon d'influence chinoise. Les cuisines de l'Indonésie orientale sont similaires à la cuisine polynésienne et mélanésienne. Des éléments de la cuisine chinoise peuvent être vus dans la cuisine indonésienne : des aliments tels que le bakmi (nouilles), le bakso (boulettes de viande ou de poisson) et le lumpia (rouleaux de printemps) s'assimilèrent.
Certains plats indonésiens populaires tels que le nasi goreng, gado-gado,, sate, rendang et soto, sont considérés comme des plats nationaux. Le plat national officiel de l'Indonésie est cependant le tumpeng, choisi en 2014 par le gouvernement comme plat qui lie la diversité des diverses traditions culinaires indonésiennes.

## Galerie

Art indonésien
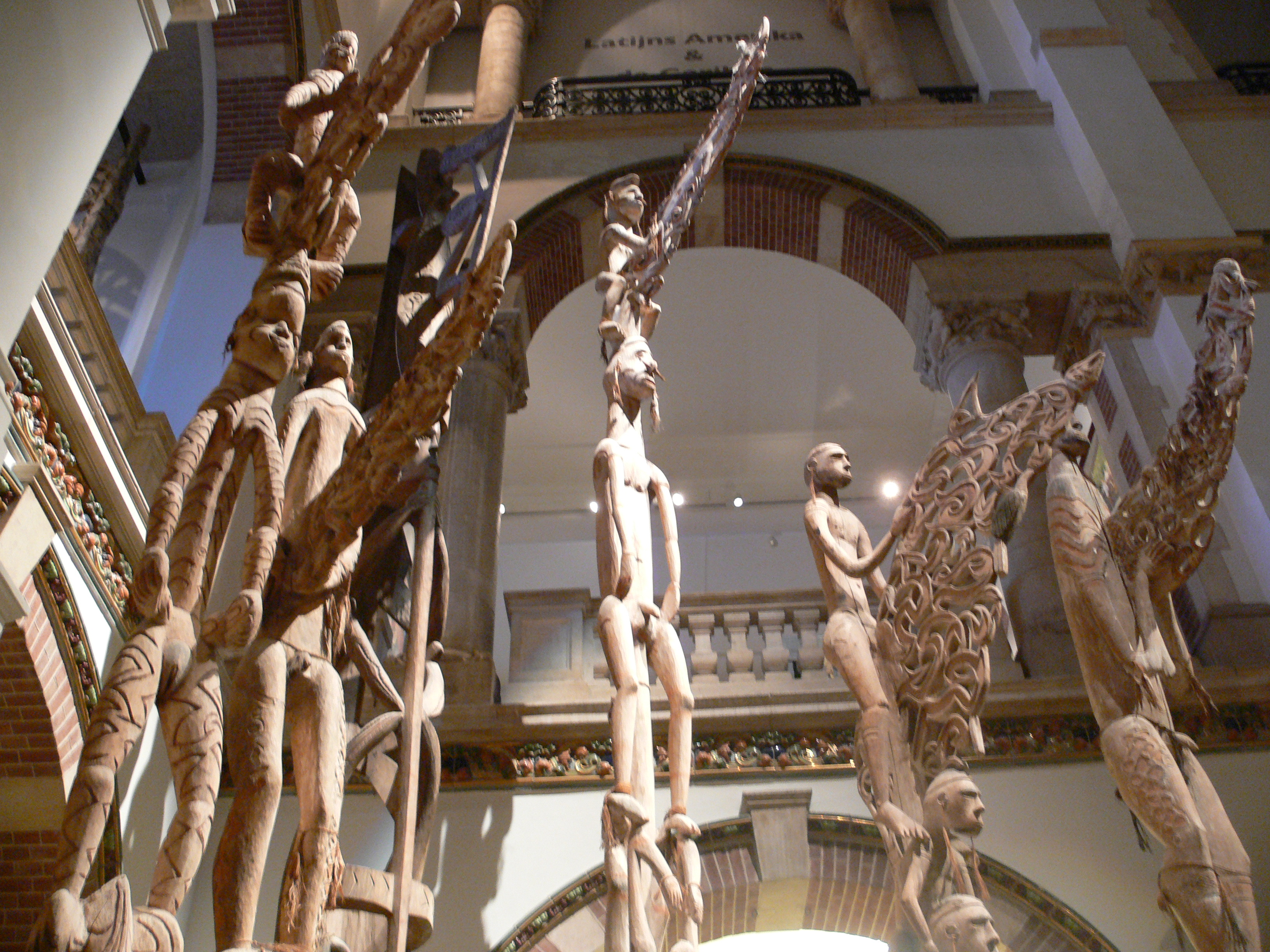
Poteaux bisj en forme de totem Asmat
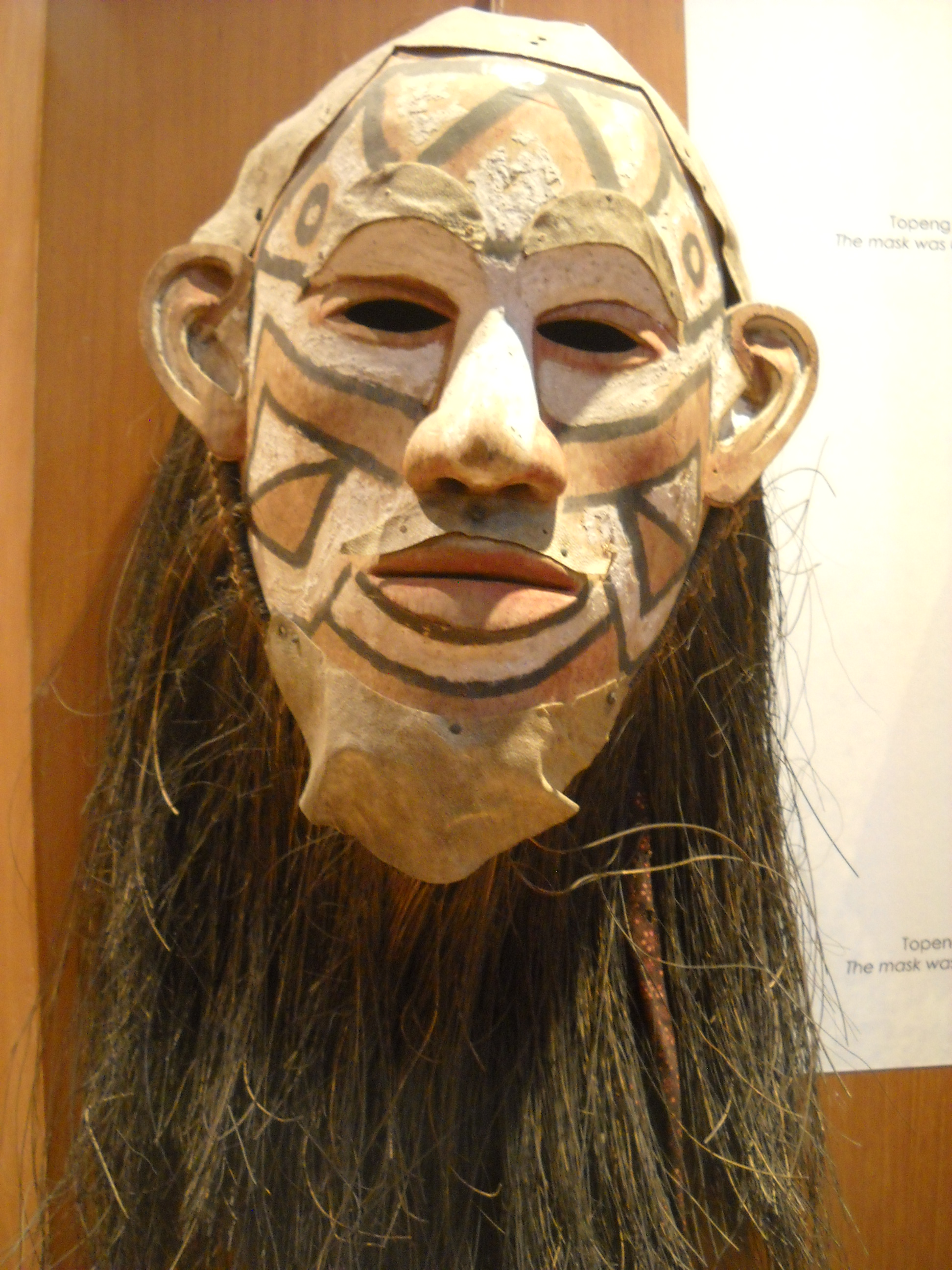
Masque tribal Batak
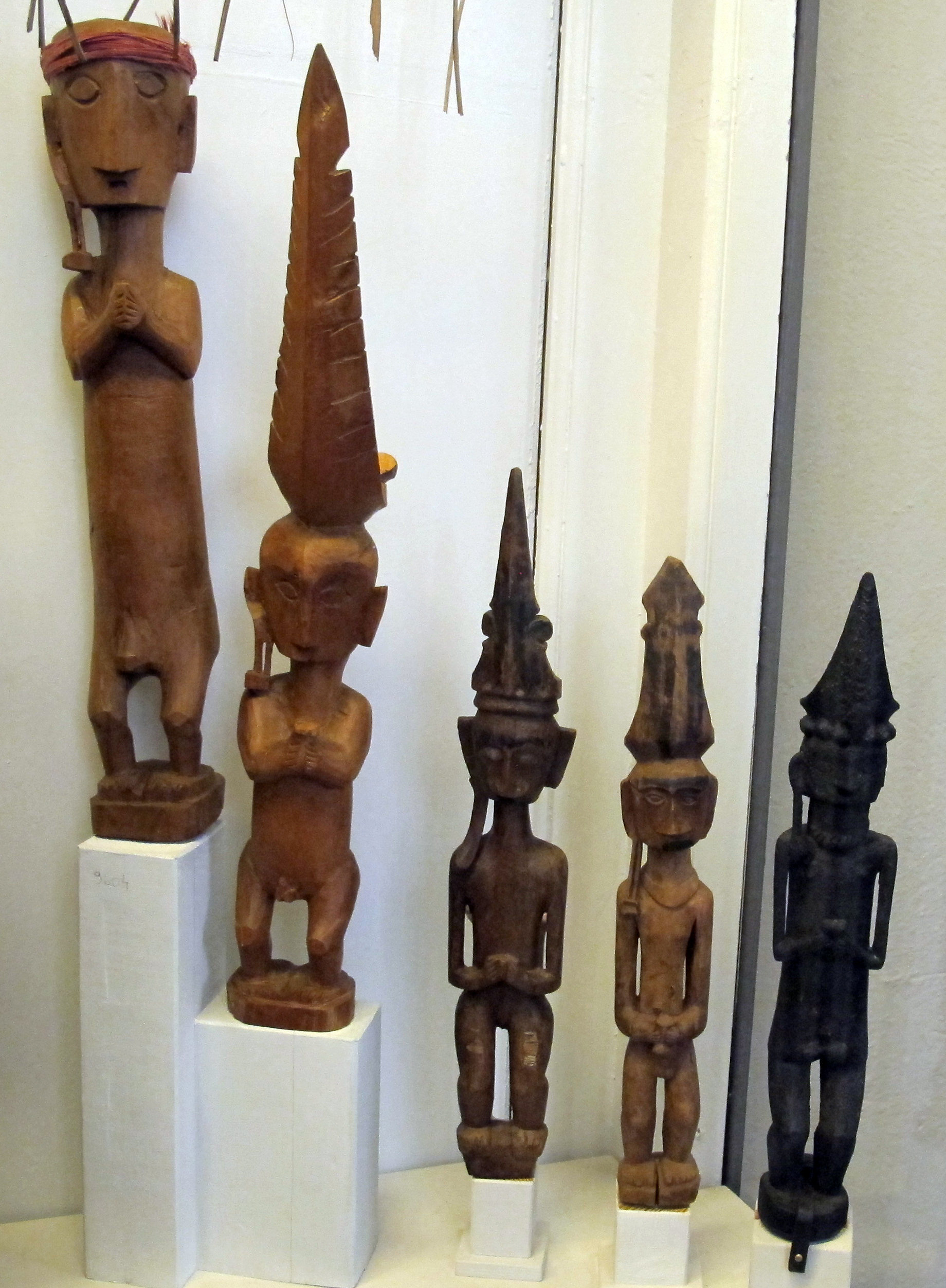
Statues d'art tribal de Nias
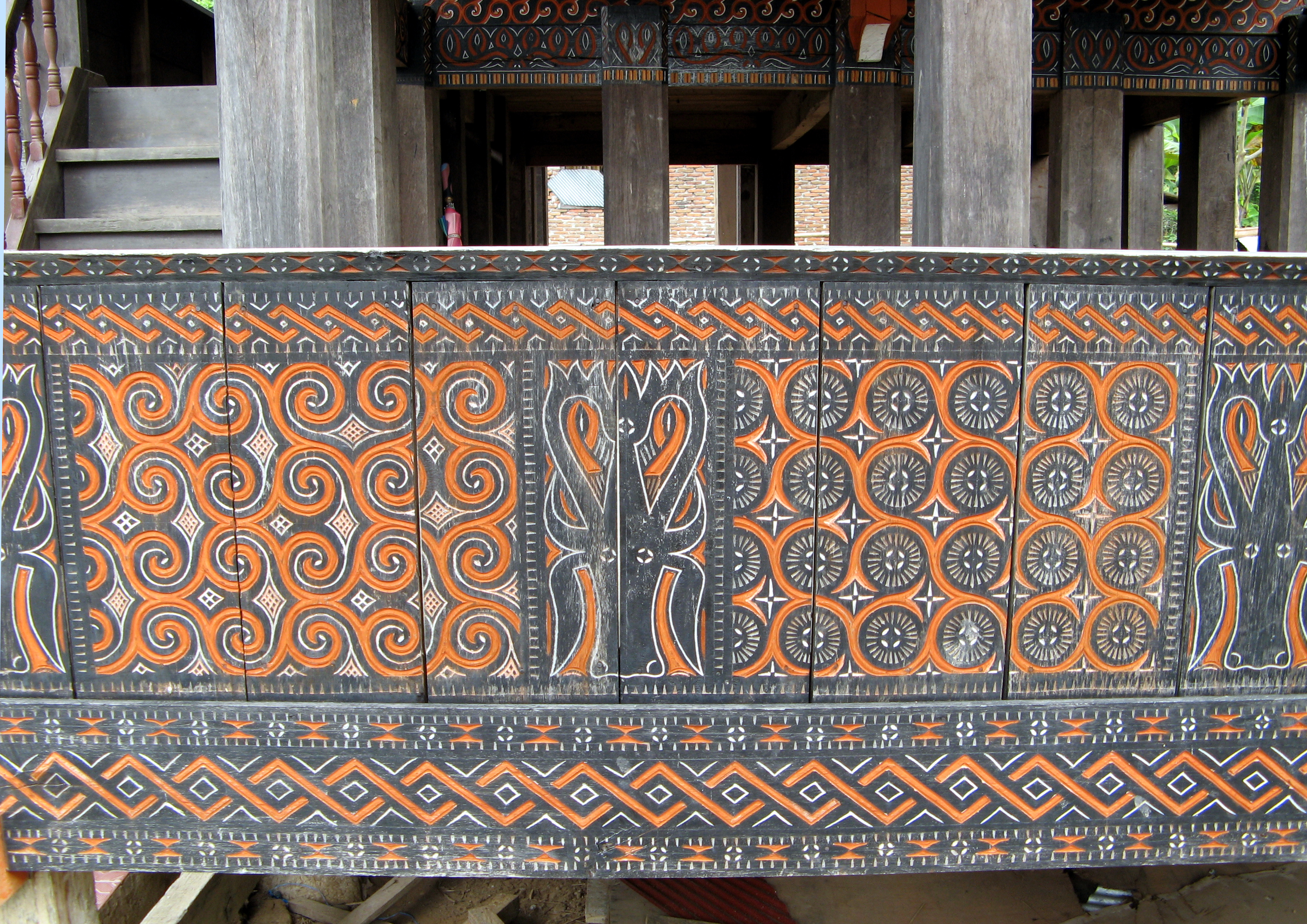
Sculpture sur bois Toraja
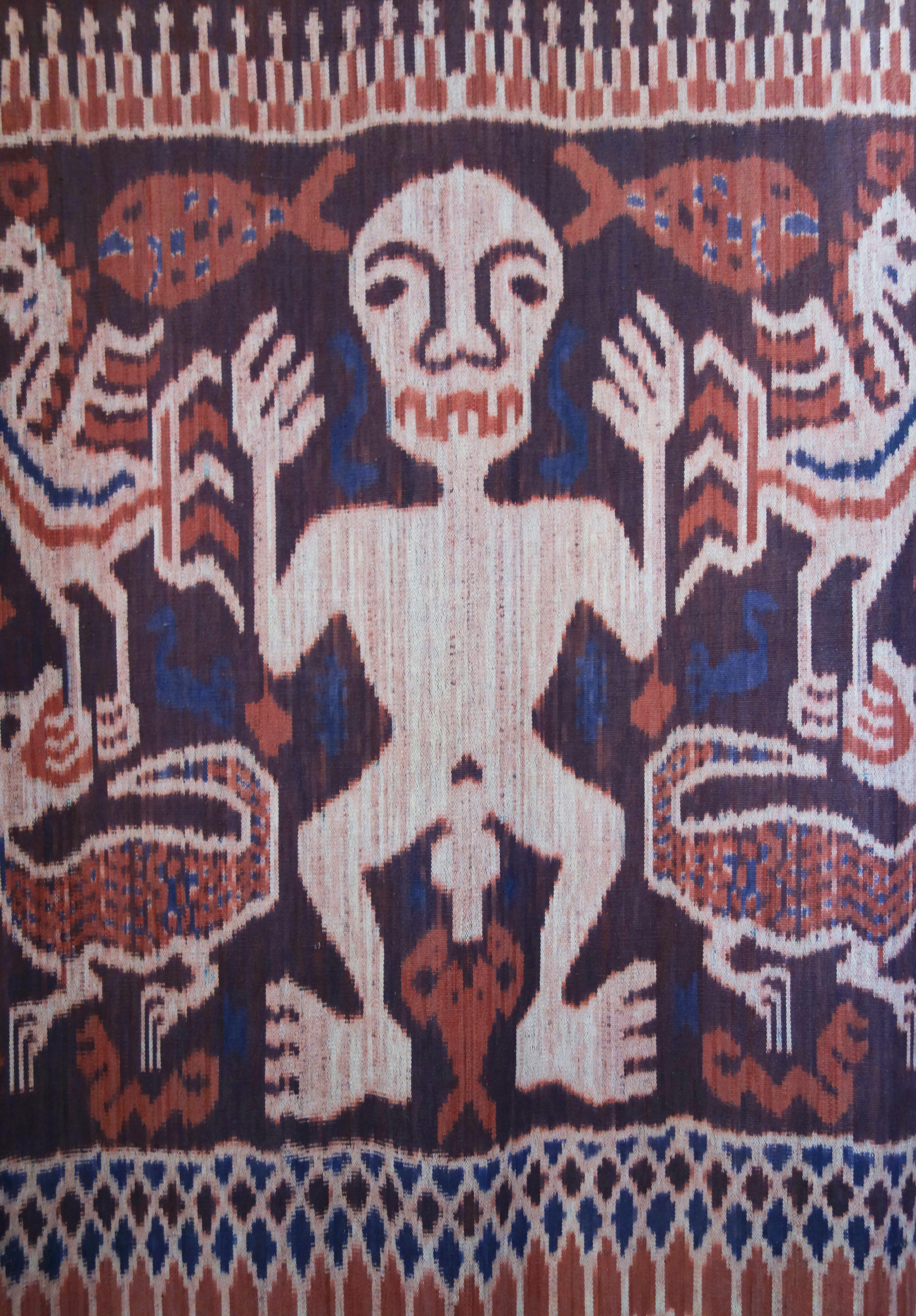
Sumba ikat tissage
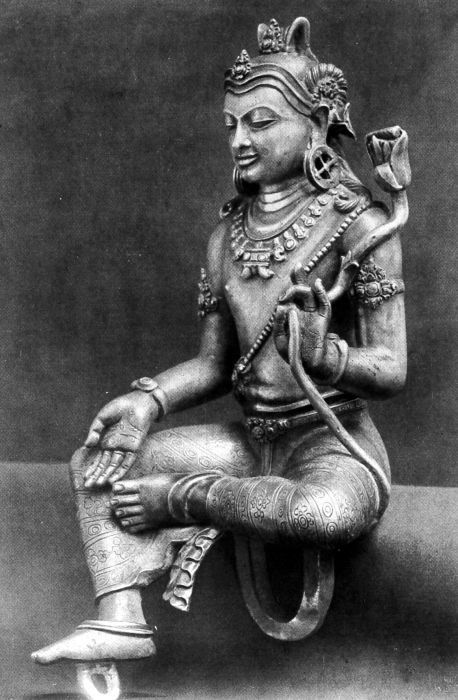
Argent Manjushri, art de Java, 9e siècle
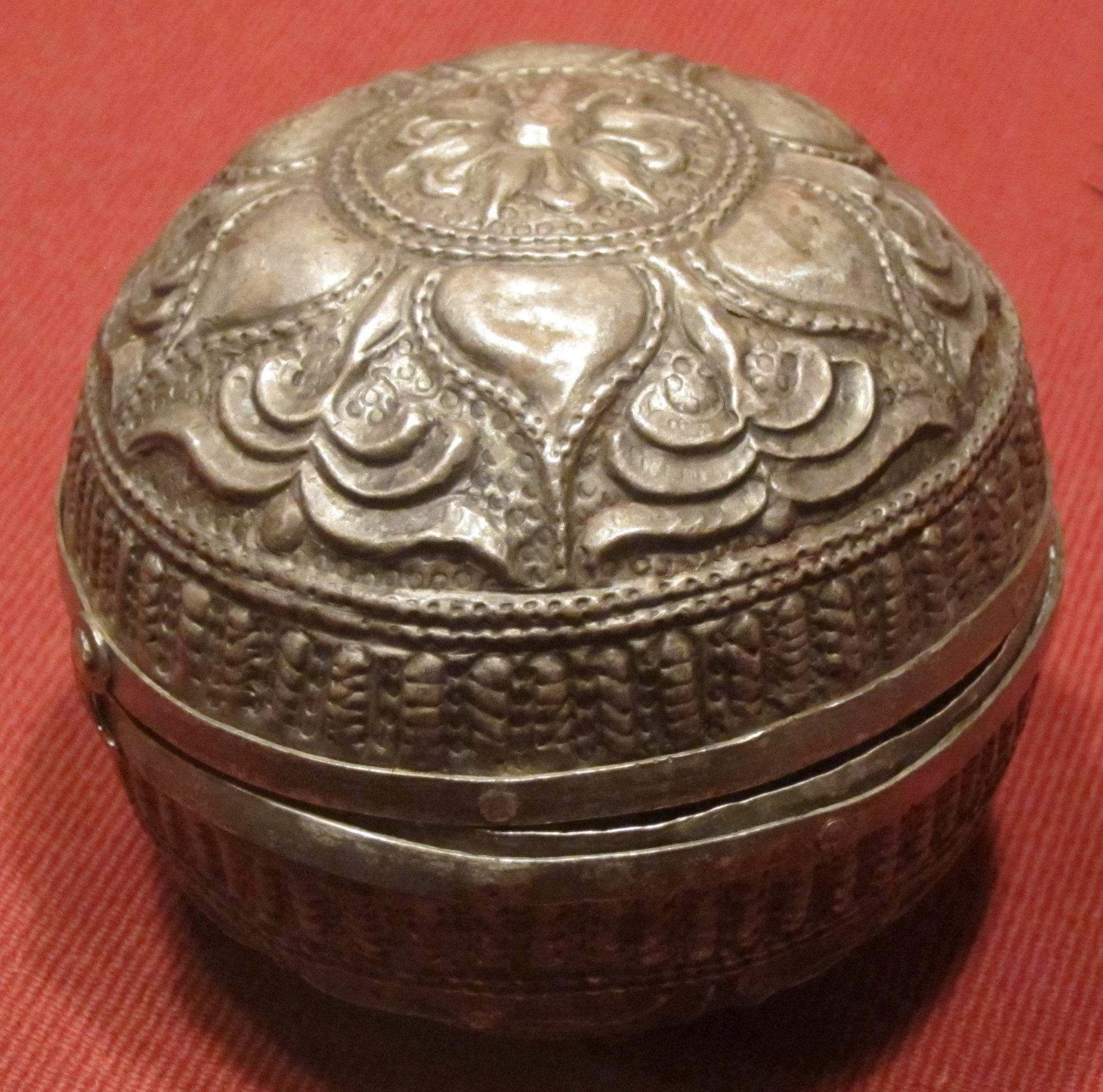
argenterie javanaise
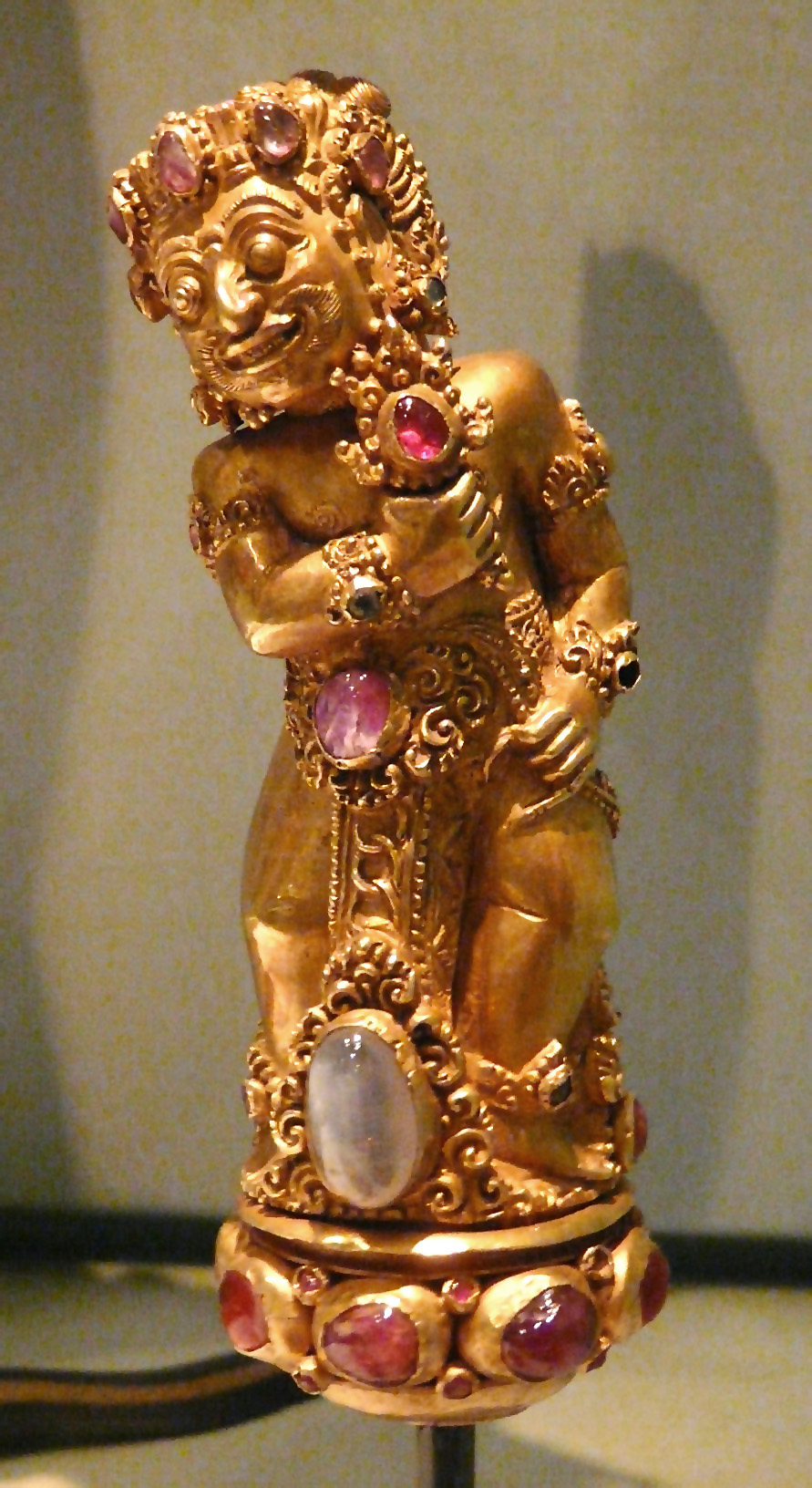
Garde de kris doré balinais, avec des pierres précieuses
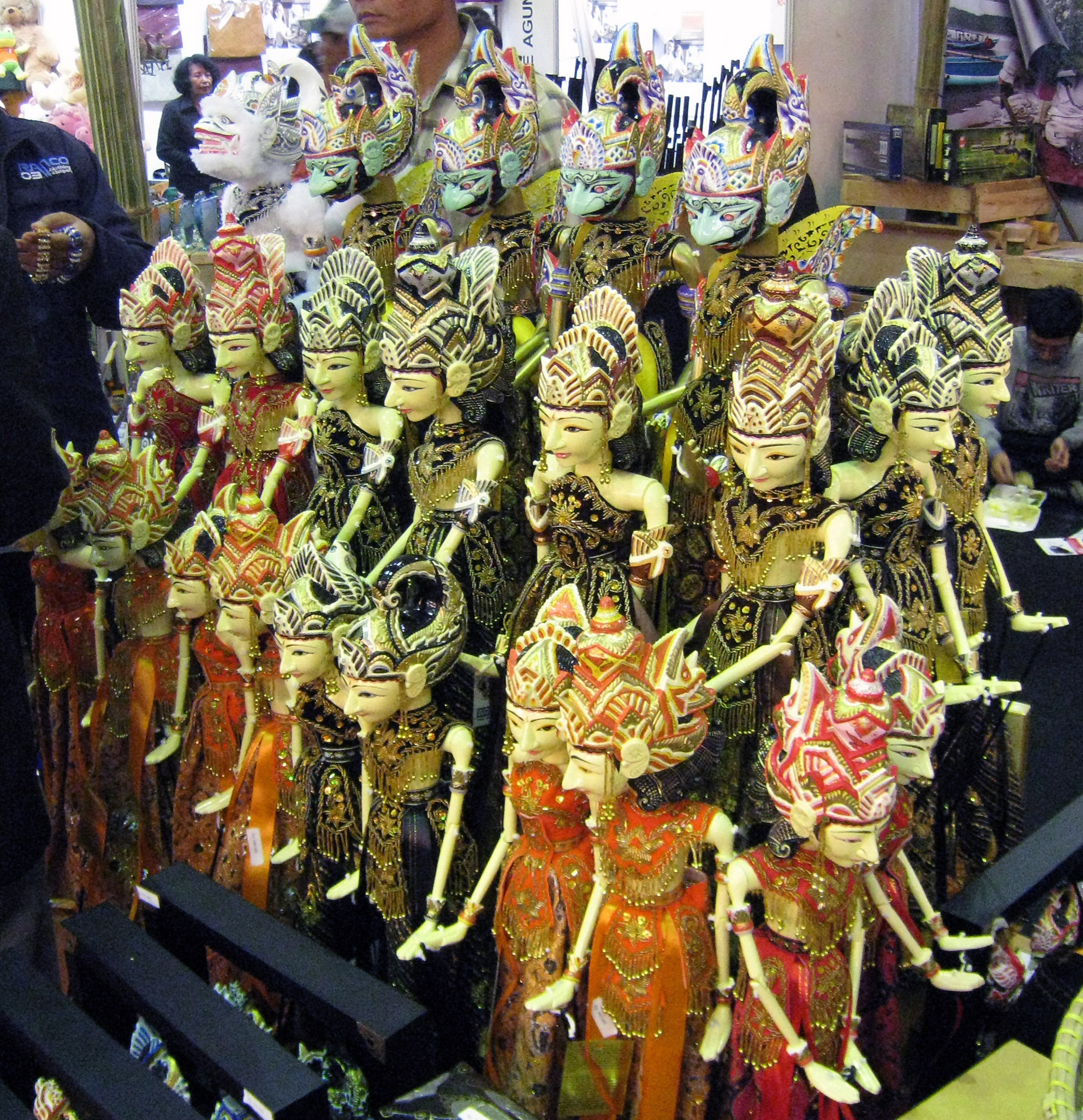
Wayang golek sundanais
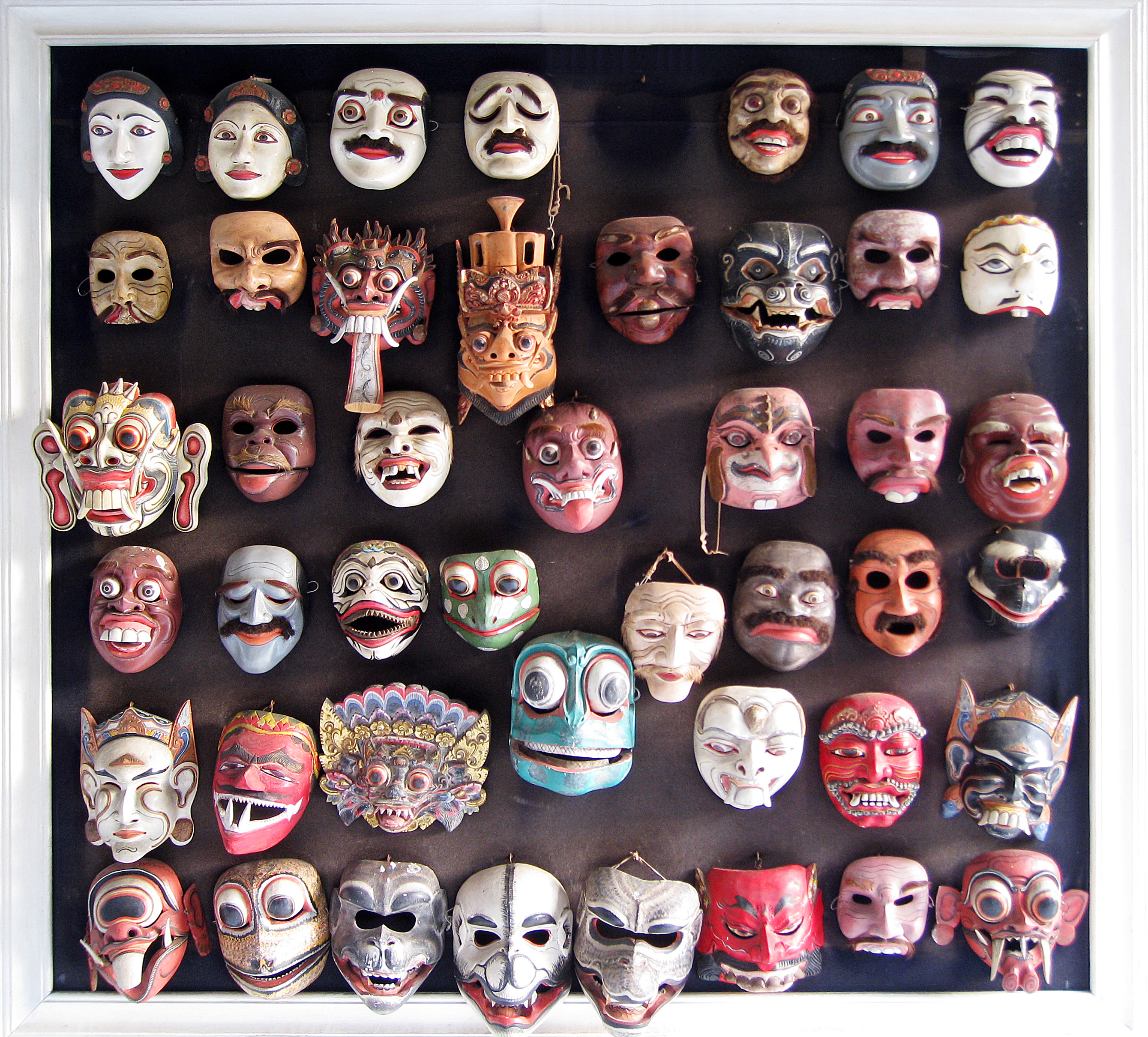
Topeng balinais (masques)
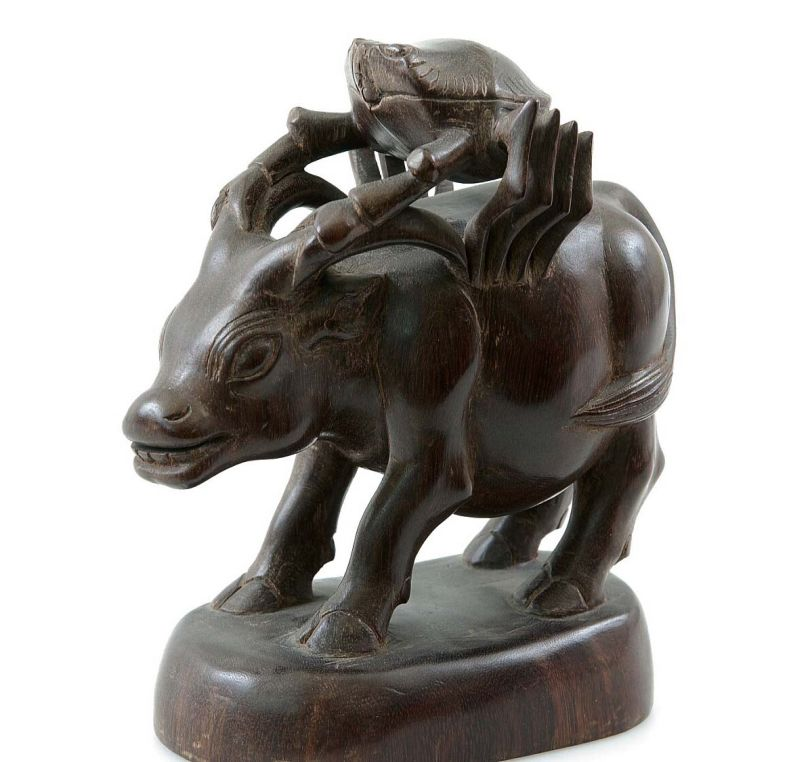
Sculpture balinaise contemporaine en bois
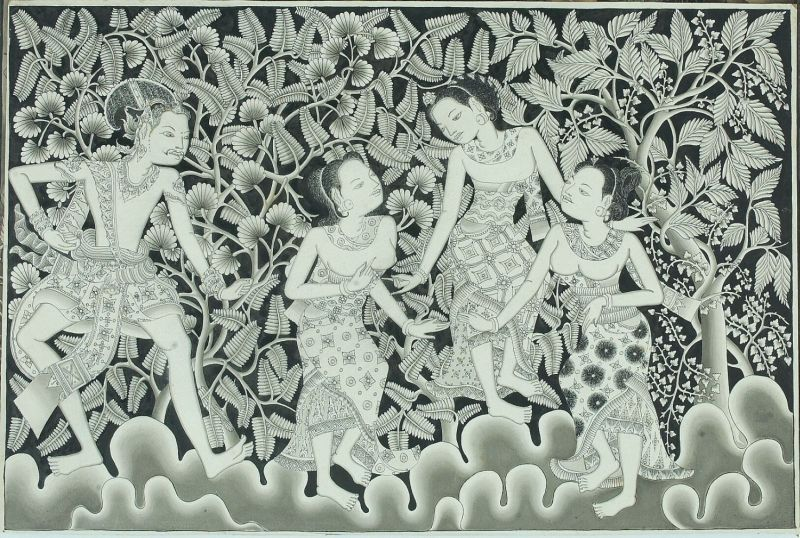
Peinture balinaise classique
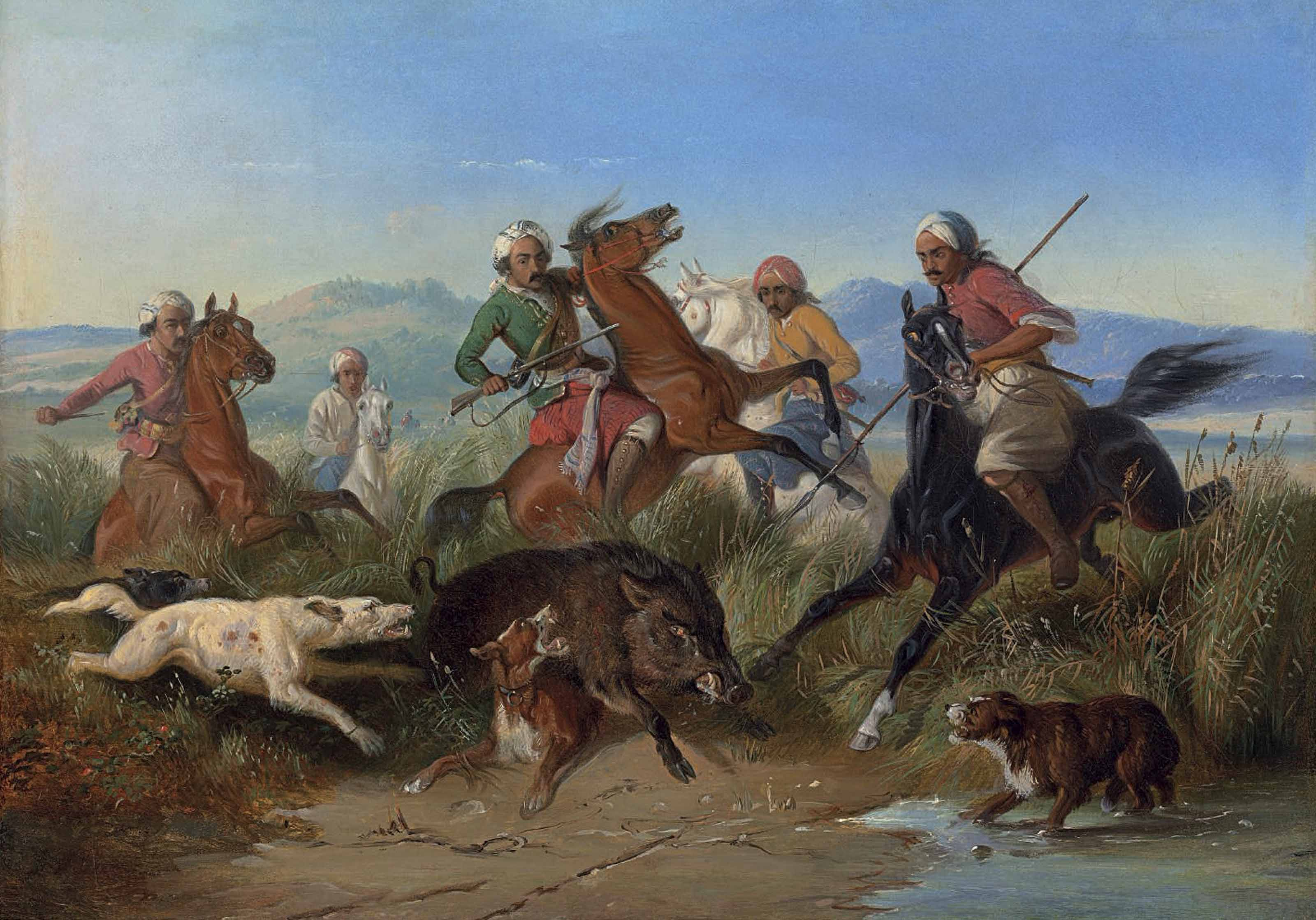
La représentation romantique de la chasse au sanglier par Raden Saleh